# 継体天皇
継体天皇（けいたいてんのう、旧字体：繼體天皇、450年?〈允恭天皇39年〉 - 531年3月10日?〈継体天皇25年2月7日〉）は、日本の第26代天皇（在位：507年3月3日?〈継体天皇元年2月4日〉 - 531年3月10日?〈継体天皇25年2月7日〉）。
元の名はヲホドノオウ。漢字では、男大迹王や乎富等王など。
『日本書紀』では男大迹王（をほどのおおきみ）、『古事記』では袁本杼命（をほどのみこと）と記される。また、『筑後国風土記』逸文に「雄大迹天皇（をほどのすめらみこと）」、『上宮記』逸文に乎富等大公王（をほどのおおきみ）とある。 なお、隅田（すだ）八幡神社（和歌山県橋本市）蔵の人物画像鏡銘に見える「男弟王」は継体天皇を指す（後述）。別名として、『日本書紀』に彦太尊（ひこふとのみこと）とある。漢風諡号「継体天皇」は代々の天皇とともに淡海三船により、熟語の「継体持統」から継体と名付けられたという。

## 概略
記紀によれば、応神天皇5世の来孫であり、『日本書紀』の記事では越前国、『古事記』の記事では近江国を治めていた。本来は皇位を継ぐ立場ではなかったが、四従兄弟にあたる第25代武烈天皇が後嗣を残さずして崩御したため、大伴金村や物部麁鹿火などの推戴を受けて即位したとしている。先帝とは4親等以上離れている。太平洋戦争後、応神天皇5世というその特異な出自が議論の対象になった。ヤマト王権とは無関係な地方豪族が実力で大王位を簒奪し、現皇室にまで連なる新王朝を創始したとする王朝交替説と、それ以前の大王家と血縁関係のある傍系の王族（皇族）の出身であるという『記紀』の記述を支持する説があり、それまでの大王家との血縁関係については現在も議論がある（後述）。
継体天皇の実在性については現在も議論が続いているが、百濟本記には実在したと書かれている。

## 生涯
記紀は共に継体天皇を応神天皇の5世の子孫（来孫）と記している。また、『日本書紀』はこれに加えて継体を垂仁天皇の女系の8世の子孫（雲孫）とも記している。『日本書紀』によれば、450年頃に近江国高島郷三尾野（現在の滋賀県高島市近辺）で誕生したが、幼い時に父の彦主人王を亡くしたため、母・振媛は、自分の故郷である越前国高向（たかむく、現福井県坂井市丸岡町高椋）に連れ帰り、そこで育てられ、「男大迹王」として5世紀末の越前地方を統治していた。記紀が伝える男大迹王の記録は、出生から幼少の頃、振媛が越前国に連れ帰るまでは詳細にあるが、次の記録は57歳の頃になっており、その約50年間の男大迹王及び振媛の記録はない。
男大迹王は越前にとどまっておらず、父親の彦主人王の故郷の近江にも行き来していたか、近江を拠点にしていた可能性もある。その根拠として水谷千秋は『日本書紀』では、越前から迎えたとあるが、『古事記』では越前の名前は全く出て来ず「近江」から迎えたとある事を指摘している。
『日本書紀』によれば、506年に大変な暴君と伝えられる武烈天皇が後嗣を定めずに崩御したため、大連・大伴金村、物部麁鹿火、大臣・巨勢男人ら有力豪族が協議し、まず丹波国桑田郡（現京都府亀岡市）にいた14代仲哀天皇の5世の孫である倭彦王（やまとひこのおおきみ）を推戴しようとしたが、倭彦王は迎えの兵を見て恐れをなして山の中に隠れ、行方知れずとなってしまった。
次に大伴金村が「男大迹王、性慈仁孝順。可承天緒。（男大迹王、性慈仁ありて、孝順ふ。天緒承へつべし。男大迹王は、慈しみ深く孝行篤い人格である。皇位を継いで頂こう。）」と言い、群臣は越前国三国（現福井県坂井市三国町あたり）（『古事記』では近江から迎えたとある）にいた応神天皇の5世孫の男大迹王を迎えようとした。臣・連たちが節の旗（せちのはた）を持って御輿を備えて迎えに行くと、男大迹王には大王の品格があり、群臣はかしこまり、忠誠をつくそうとした。しかし、男大迹王は群臣のことを疑っており、大王に即位することを承知しなかった。群臣の中に、男大迹王の知人である河内馬飼首荒籠がいた。荒籠は密かに使者をおくり、大臣・大連らが男大迹王を迎え入れる本意を詳細に説明させた。使者は3日かけて説得し、そのかいあって男大迹王は即位を決意し、大倭へ向けて出発したという。その後も、男大迹王は自分はその任ではないと言って何度も即位を辞退するが、大伴金村らの度重なる説得を受けて、翌年の507年、58歳にして河内国樟葉宮（くすはのみや、現大阪府枚方市）において即位し、武烈天皇の姉にあたる手白香皇女（仁賢天皇皇女・雄略天皇外孫）を皇后とした。継体が大倭の地ではなく樟葉において即位したのは、樟葉の地が近江から瀬戸内海を結ぶ淀川の中でも特に重要な交通の要衝であったからであると考えられている。
その後19年間は大倭入りせず、511年に筒城宮（つつきのみや、現京都府京田辺市）、518年に弟国宮（おとくにのみや、現京都府長岡京市）を経て526年に磐余玉穂宮（いわれのたまほのみや、現奈良県桜井市）に遷った。
翌年に百済から請われて救援の軍を九州北部に送ったものの、新羅と通じた筑紫君・磐井によって反乱が起こり、その平定に苦心している（詳細は磐井の乱を参照）。
崩年に関しては『日本書紀』によれば、531年に皇子の勾大兄（後の安閑天皇）に譲位（記録上最初の譲位例）し、その即位と同日に崩御した。『古事記』では、継体の没年を527年としている。没年齢は『日本書紀』では82歳。『古事記』では43歳。都にいた期間は、『日本書紀』では5年間。『古事記』では、1年間程である。
対外関係としては、百済が上述のように新羅や高句麗から対抗するために、倭国へ軍事支援を要請し、それに応じている。また、『日本書紀』によれば、継体6年（512年）に百済から任那の四県の割譲を願う使者が訪れたとある。倭国は大伴金村の意見によってこれを決定した。

## 生没年
- 推定生年：『古事記』には485年、『日本書紀』には允恭天皇39年（450年?）。
- 推定没年：『古事記』には丁未4月9日（527年5月26日?）、『日本書紀』には辛亥2月7日（531年3月10日?）または甲寅（534年?）とされる。

『日本書紀』では、注釈として『百済本記』（散逸）の辛亥の年に天皇及び太子と皇子が同時に亡くなったという記述（「百濟本記爲文 其文云 大歳辛亥三月 軍進至于安羅 營乞乇城 是月 高麗弑其王安 又聞 日本天皇及太子皇子 倶崩薨 由此而言 辛亥之歳 當廿五年矣」）を引用して政変で継体以下が殺害された可能性を示唆しており、このことから継体の本来の後継者であった安閑・宣化と、即位後に世子とされた欽明との間に争いが起こったとする説がある。（詳細は継体・欽明朝の内乱を参照）。
『上宮聖徳法王帝説』（弘仁年間成立）と『元興寺伽藍縁起幷流記資材帳』（天平19年成立）によると、「欽明天皇7年の戊午年」に百済の聖明王によって仏教が伝えられたと記されているが、『書紀』の年記によればこの年は宣化天皇3年（538年）であり、欽明朝に戊午年は存在しない。しかし仮に継体崩御の翌年に欽明が即位したとするとちょうど7年目が戊午年に当たることとなり、あるいはこの仮説を裏づける傍証となりうる。また、真の継体陵と目される今城塚古墳には三種類の石棺が埋葬されていたと推測されている（継体とその皇子の安閑、宣化の石棺か）（後述）。
一方で、この辛亥の年とは531年ではなく60年前の471年とする説もある。『記紀』によれば干支の一回り昔の辛亥の年には20代安康天皇が皇后の連れ子である眉輪王に殺害される事件があり、混乱に乗じた21代雄略天皇が兄八釣白彦皇子や従兄弟市辺押磐皇子を殺して大王位に即いている。「辛亥の年に日本で天皇及び太子と皇子が同時に亡くなった」という伝聞情報のみを持っていた『百済本記』の編纂者が誤って531年のことと解釈し、『日本書紀』の編纂者も安康にまつわる話であることに気づかずに（「天皇」は安康、「太子」は後継者と目していた従兄弟の市辺押磐皇子、「皇子」はまま子の眉輪王か）継体に当てはめたという可能性もあるが単なる推測で確実ではない。

## 后妃皇子女

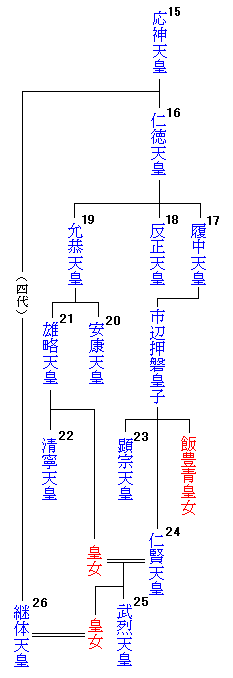
天皇系図 15～26代

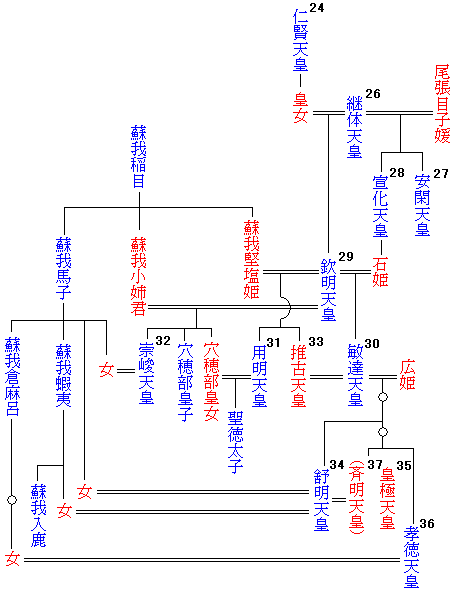
天皇系図 26～37代

皇后は21代雄略天皇の孫娘で、24代仁賢天皇の皇女であり、武烈天皇の妹（姉との説もある）の手白香皇女である。継体には大和に入る以前に複数の妃がいたものの、即位後には先帝の妹を皇后として迎えた。これは、大和系の手白香皇女を皇后にすることにより、入り婿という形で王統の継続性を主張しようとしたと考えられる。継体にはすでに多くの子がいたが、手白香皇女との間に生まれた天国排開広庭尊（29代欽明天皇）を嫡男とした。欽明天皇もまた手白香皇女の姉妹橘仲皇女を母に持つ宣化天皇皇女の石姫皇女を皇后に迎え、30代敏達天皇をもうけた。その後は、欽明天皇の血筋が現在の皇室に至るまで続いている。
- 皇后：手白香皇女（たしらかのひめみこ。仁賢天皇の皇女・雄略天皇の外孫）
  - 天国排開広庭尊（あめくにおしはらきひろにわのみこと。欽明天皇）
- 妃：目子媛（めのこひめ。尾張連草香の女）[15]
  - 勾大兄皇子（まがりのおおえのみこ。安閑天皇）[16]
  - 檜隈高田皇子（ひのくまのたかたのみこ。宣化天皇）[16]
- 妃：稚子媛（わかこひめ。三尾角折君の妹）
  - 大郎皇子（おおいらつこのみこ）
  - 出雲皇女（いずものひめみこ）
- 妃：広媛（ひろひめ、黒比売。坂田大跨王の女）
  - 神前皇女（かんさきのひめみこ）
  - 茨田皇女（まんたのひめみこ）
  - 馬来田皇女（うまぐたのひめみこ）
- 妃：麻績娘子（おみのいらつめ、麻組郎女。息長真手王の女）
  - 荳角皇女（ささげのひめみこ） 斎宮
- 妃：関媛（せきひめ。茨田連小望の女）
  - 茨田大娘皇女（まんたのおおいらつめのひめみこ）
  - 白坂活日姫皇女（しらさかのいくひひめのひめみこ）
  - 小野稚娘皇女（おののわかいらつめのひめみこ、長石姫）
- 妃：倭媛（やまとひめ。三尾君堅楲の女）
  - 大郎子皇女（おおいらつめのひめみこ、大郎女）
  - 椀子皇子（まろこのみこ、丸高王） 三国公・三国真人の祖
  - 耳皇子（みみのみこ）
  - 赤姫皇女（あかひめのひめみこ）
- 妃：和珥荑媛（はえひめ。和珥臣河内の女）
  - 稚綾姫皇女（わかやひめのひめみこ）
  - 円娘皇女（つぶらのいらつめのひめみこ）
  - 厚皇子（あつのみこ。阿豆王）
- 妃：広媛（ひろひめ。根王の女）
  - 菟皇子（うさぎのみこ。記になし） 酒人公の祖
  - 中皇子（なかつみこ。記になし） 坂田公の祖

## 系図
|                           |                           |                           |                           |                           |                           |  |  |              |              |              |              |              |              |  |  |                           |                           |                           |                           |                           |                           |  |  |                         |                         |                         |                         |                         |                         |  |  |             |             |             |             |             |             |  |  |                             |                             |                             |                             |                             |                             |  |  |                |                |                |                |                |                |  |  |                           |                           |                           |                           |                           |                           |  |  |  |  |  |  |  |  |  |  |  |  |  |  |  |  |  |  |  |  |  |  |  |  |  |  |  |  |  |  |
|                           |                           |                           |                           |                           |                           |  |  |              |              |              |              |              |              |  |  |                           |                           |                           |                           |                           |                           |  |  |                         |                         |                         |                         |                         |                         |  |  |             |             |             |             |             |             |  |  |                             |                             |                             |                             |                             |                             |  |  |                |                |                |                |                |                |  |  |                           |                           |                           |                           |                           |                           |  |  |  |  |  |  |  |  |  |  |  |  |  |  |  |  |  |  |  |  |  |  |  |  |  |  |  |  |  |  |
|                           |                           |                           |                           |                           |                           |  |  | 10 崇神天皇  | 10 崇神天皇  | 10 崇神天皇  | 10 崇神天皇  | 10 崇神天皇  | 10 崇神天皇  |  |  | 彦坐王                    | 彦坐王                    | 彦坐王                    | 彦坐王                    | 彦坐王                    | 彦坐王                    |  |  |                         |                         |                         |                         |                         |                         |  |  |             |             |             |             |             |             |  |  |                             |                             |                             |                             |                             |                             |  |  |                |                |                |                |                |                |  |  |                           |                           |                           |                           |                           |                           |  |  |  |  |  |  |  |  |  |  |  |  |  |  |  |  |  |  |  |  |  |  |  |  |  |  |  |  |  |  |
|                           |                           |                           |                           |                           |                           |  |  | 10 崇神天皇  | 10 崇神天皇  | 10 崇神天皇  | 10 崇神天皇  | 10 崇神天皇  | 10 崇神天皇  |  |  | 彦坐王                    | 彦坐王                    | 彦坐王                    | 彦坐王                    | 彦坐王                    | 彦坐王                    |  |  |                         |                         |                         |                         |                         |                         |  |  |             |             |             |             |             |             |  |  |                             |                             |                             |                             |                             |                             |  |  |                |                |                |                |                |                |  |  |                           |                           |                           |                           |                           |                           |  |  |  |  |  |  |  |  |  |  |  |  |  |  |  |  |  |  |  |  |  |  |  |  |  |  |  |  |  |  |
|                           |                           |                           |                           |                           |                           |  |  |              |              |              |              |              |              |  |  |                           |                           |                           |                           |                           |                           |  |  |                         |                         |                         |                         |                         |                         |  |  |             |             |             |             |             |             |  |  |                             |                             |                             |                             |                             |                             |  |  |                |                |                |                |                |                |  |  |                           |                           |                           |                           |                           |                           |  |  |  |  |  |  |  |  |  |  |  |  |  |  |  |  |  |  |  |  |  |  |  |  |  |  |  |  |  |  |
| 豊城入彦命                | 豊城入彦命                | 豊城入彦命                | 豊城入彦命                | 豊城入彦命                | 豊城入彦命                |  |  | 11 垂仁天皇  | 11 垂仁天皇  | 11 垂仁天皇  | 11 垂仁天皇  | 11 垂仁天皇  | 11 垂仁天皇  |  |  | 丹波道主命                | 丹波道主命                | 丹波道主命                | 丹波道主命                | 丹波道主命                | 丹波道主命                |  |  | 山代之大筒木真若王      | 山代之大筒木真若王      | 山代之大筒木真若王      | 山代之大筒木真若王      | 山代之大筒木真若王      | 山代之大筒木真若王      |  |  |             |             |             |             |             |             |  |  |                             |                             |                             |                             |                             |                             |  |  |                |                |                |                |                |                |  |  |                           |                           |                           |                           |                           |                           |  |  |  |  |  |  |  |  |  |  |  |  |  |  |  |  |  |  |  |  |  |  |  |  |  |  |  |  |  |  |
| 豊城入彦命                | 豊城入彦命                | 豊城入彦命                | 豊城入彦命                | 豊城入彦命                | 豊城入彦命                |  |  | 11 垂仁天皇  | 11 垂仁天皇  | 11 垂仁天皇  | 11 垂仁天皇  | 11 垂仁天皇  | 11 垂仁天皇  |  |  | 丹波道主命                | 丹波道主命                | 丹波道主命                | 丹波道主命                | 丹波道主命                | 丹波道主命                |  |  | 山代之大筒木真若王      | 山代之大筒木真若王      | 山代之大筒木真若王      | 山代之大筒木真若王      | 山代之大筒木真若王      | 山代之大筒木真若王      |  |  |             |             |             |             |             |             |  |  |                             |                             |                             |                             |                             |                             |  |  |                |                |                |                |                |                |  |  |                           |                           |                           |                           |                           |                           |  |  |  |  |  |  |  |  |  |  |  |  |  |  |  |  |  |  |  |  |  |  |  |  |  |  |  |  |  |  |
|                           |                           |                           |                           |                           |                           |  |  |              |              |              |              |              |              |  |  |                           |                           |                           |                           |                           |                           |  |  |                         |                         |                         |                         |                         |                         |  |  |             |             |             |             |             |             |  |  |                             |                             |                             |                             |                             |                             |  |  |                |                |                |                |                |                |  |  |                           |                           |                           |                           |                           |                           |  |  |  |  |  |  |  |  |  |  |  |  |  |  |  |  |  |  |  |  |  |  |  |  |  |  |  |  |  |  |
| 〔上毛野氏〕 〔下毛野氏〕 | 〔上毛野氏〕 〔下毛野氏〕 | 〔上毛野氏〕 〔下毛野氏〕 | 〔上毛野氏〕 〔下毛野氏〕 | 〔上毛野氏〕 〔下毛野氏〕 | 〔上毛野氏〕 〔下毛野氏〕 |  |  | 12 景行天皇  | 12 景行天皇  | 12 景行天皇  | 12 景行天皇  | 12 景行天皇  | 12 景行天皇  |  |  | 倭姫命                    | 倭姫命                    | 倭姫命                    | 倭姫命                    | 倭姫命                    | 倭姫命                    |  |  | 迦邇米雷王              | 迦邇米雷王              | 迦邇米雷王              | 迦邇米雷王              | 迦邇米雷王              | 迦邇米雷王              |  |  |             |             |             |             |             |             |  |  |                             |                             |                             |                             |                             |                             |  |  |                |                |                |                |                |                |  |  |                           |                           |                           |                           |                           |                           |  |  |  |  |  |  |  |  |  |  |  |  |  |  |  |  |  |  |  |  |  |  |  |  |  |  |  |  |  |  |
| 〔上毛野氏〕 〔下毛野氏〕 | 〔上毛野氏〕 〔下毛野氏〕 | 〔上毛野氏〕 〔下毛野氏〕 | 〔上毛野氏〕 〔下毛野氏〕 | 〔上毛野氏〕 〔下毛野氏〕 | 〔上毛野氏〕 〔下毛野氏〕 |  |  | 12 景行天皇  | 12 景行天皇  | 12 景行天皇  | 12 景行天皇  | 12 景行天皇  | 12 景行天皇  |  |  | 倭姫命                    | 倭姫命                    | 倭姫命                    | 倭姫命                    | 倭姫命                    | 倭姫命                    |  |  | 迦邇米雷王              | 迦邇米雷王              | 迦邇米雷王              | 迦邇米雷王              | 迦邇米雷王              | 迦邇米雷王              |  |  |             |             |             |             |             |             |  |  |                             |                             |                             |                             |                             |                             |  |  |                |                |                |                |                |                |  |  |                           |                           |                           |                           |                           |                           |  |  |  |  |  |  |  |  |  |  |  |  |  |  |  |  |  |  |  |  |  |  |  |  |  |  |  |  |  |  |
|                           |                           |                           |                           |                           |                           |  |  |              |              |              |              |              |              |  |  |                           |                           |                           |                           |                           |                           |  |  |                         |                         |                         |                         |                         |                         |  |  |             |             |             |             |             |             |  |  |                             |                             |                             |                             |                             |                             |  |  |                |                |                |                |                |                |  |  |                           |                           |                           |                           |                           |                           |  |  |  |  |  |  |  |  |  |  |  |  |  |  |  |  |  |  |  |  |  |  |  |  |  |  |  |  |  |  |
|                           |                           |                           |                           |                           |                           |  |  | 日本武尊     | 日本武尊     | 日本武尊     | 日本武尊     | 日本武尊     | 日本武尊     |  |  | 13 成務天皇               | 13 成務天皇               | 13 成務天皇               | 13 成務天皇               | 13 成務天皇               | 13 成務天皇               |  |  | 息長宿禰王              | 息長宿禰王              | 息長宿禰王              | 息長宿禰王              | 息長宿禰王              | 息長宿禰王              |  |  |             |             |             |             |             |             |  |  |                             |                             |                             |                             |                             |                             |  |  |                |                |                |                |                |                |  |  |                           |                           |                           |                           |                           |                           |  |  |  |  |  |  |  |  |  |  |  |  |  |  |  |  |  |  |  |  |  |  |  |  |  |  |  |  |  |  |
|                           |                           |                           |                           |                           |                           |  |  | 日本武尊     | 日本武尊     | 日本武尊     | 日本武尊     | 日本武尊     | 日本武尊     |  |  | 13 成務天皇               | 13 成務天皇               | 13 成務天皇               | 13 成務天皇               | 13 成務天皇               | 13 成務天皇               |  |  | 息長宿禰王              | 息長宿禰王              | 息長宿禰王              | 息長宿禰王              | 息長宿禰王              | 息長宿禰王              |  |  |             |             |             |             |             |             |  |  |                             |                             |                             |                             |                             |                             |  |  |                |                |                |                |                |                |  |  |                           |                           |                           |                           |                           |                           |  |  |  |  |  |  |  |  |  |  |  |  |  |  |  |  |  |  |  |  |  |  |  |  |  |  |  |  |  |  |
|                           |                           |                           |                           |                           |                           |  |  | 14 仲哀天皇  | 14 仲哀天皇  | 14 仲哀天皇  | 14 仲哀天皇  | 14 仲哀天皇  | 14 仲哀天皇  |  |  |                           |                           |                           |                           |                           |                           |  |  | 神功皇后 （仲哀天皇后） | 神功皇后 （仲哀天皇后） | 神功皇后 （仲哀天皇后） | 神功皇后 （仲哀天皇后） | 神功皇后 （仲哀天皇后） | 神功皇后 （仲哀天皇后） |  |  |             |             |             |             |             |             |  |  |                             |                             |                             |                             |                             |                             |  |  |                |                |                |                |                |                |  |  |                           |                           |                           |                           |                           |                           |  |  |  |  |  |  |  |  |  |  |  |  |  |  |  |  |  |  |  |  |  |  |  |  |  |  |  |  |  |  |
|                           |                           |                           |                           |                           |                           |  |  | 14 仲哀天皇  | 14 仲哀天皇  | 14 仲哀天皇  | 14 仲哀天皇  | 14 仲哀天皇  | 14 仲哀天皇  |  |  |                           |                           |                           |                           |                           |                           |  |  | 神功皇后 （仲哀天皇后） | 神功皇后 （仲哀天皇后） | 神功皇后 （仲哀天皇后） | 神功皇后 （仲哀天皇后） | 神功皇后 （仲哀天皇后） | 神功皇后 （仲哀天皇后） |  |  |             |             |             |             |             |             |  |  |                             |                             |                             |                             |                             |                             |  |  |                |                |                |                |                |                |  |  |                           |                           |                           |                           |                           |                           |  |  |  |  |  |  |  |  |  |  |  |  |  |  |  |  |  |  |  |  |  |  |  |  |  |  |  |  |  |  |
|                           |                           |                           |                           |                           |                           |  |  | 15 応神天皇  |              |              |              |              |              |  |  |                           |                           |                           |                           |                           |                           |  |  |                         |                         |                         |                         |                         |                         |  |  |             |             |             |             |             |             |  |  |                             |                             |                             |                             |                             |                             |  |  |                |                |                |                |                |                |  |  |                           |                           |                           |                           |                           |                           |  |  |  |  |  |  |  |  |  |  |  |  |  |  |  |  |  |  |  |  |  |  |  |  |  |  |  |  |  |  |
|                           |                           |                           |                           |                           |                           |  |  |              |              |              |              |              |              |  |  |                           |                           |                           |                           |                           |                           |  |  |                         |                         |                         |                         |                         |                         |  |  |             |             |             |             |             |             |  |  |                             |                             |                             |                             |                             |                             |  |  |                |                |                |                |                |                |  |  |                           |                           |                           |                           |                           |                           |  |  |  |  |  |  |  |  |  |  |  |  |  |  |  |  |  |  |  |  |  |  |  |  |  |  |  |  |  |  |
|                           |                           |                           |                           |                           |                           |  |  |              |              |              |              |              |              |  |  |                           |                           |                           |                           |                           |                           |  |  |                         |                         |                         |                         |                         |                         |  |  |             |             |             |             |             |             |  |  |                             |                             |                             |                             |                             |                             |  |  |                |                |                |                |                |                |  |  |                           |                           |                           |                           |                           |                           |  |  |  |  |  |  |  |  |  |  |  |  |  |  |  |  |  |  |  |  |  |  |  |  |  |  |  |  |  |  |
|                           |                           |                           |                           |                           |                           |  |  | 16 仁徳天皇  | 16 仁徳天皇  | 16 仁徳天皇  | 16 仁徳天皇  | 16 仁徳天皇  | 16 仁徳天皇  |  |  | 菟道稚郎子                | 菟道稚郎子                | 菟道稚郎子                | 菟道稚郎子                | 菟道稚郎子                | 菟道稚郎子                |  |  |                         |                         |                         |                         |                         |                         |  |  |             |             |             |             |             |             |  |  |                             |                             |                             |                             |                             |                             |  |  | 稚野毛二派皇子 | 稚野毛二派皇子 | 稚野毛二派皇子 | 稚野毛二派皇子 | 稚野毛二派皇子 | 稚野毛二派皇子 |  |  |                           |                           |                           |                           |                           |                           |  |  |  |  |  |  |  |  |  |  |  |  |  |  |  |  |  |  |  |  |  |  |  |  |  |  |  |  |  |  |
|                           |                           |                           |                           |                           |                           |  |  | 16 仁徳天皇  | 16 仁徳天皇  | 16 仁徳天皇  | 16 仁徳天皇  | 16 仁徳天皇  | 16 仁徳天皇  |  |  | 菟道稚郎子                | 菟道稚郎子                | 菟道稚郎子                | 菟道稚郎子                | 菟道稚郎子                | 菟道稚郎子                |  |  |                         |                         |                         |                         |                         |                         |  |  |             |             |             |             |             |             |  |  |                             |                             |                             |                             |                             |                             |  |  | 稚野毛二派皇子 | 稚野毛二派皇子 | 稚野毛二派皇子 | 稚野毛二派皇子 | 稚野毛二派皇子 | 稚野毛二派皇子 |  |  |                           |                           |                           |                           |                           |                           |  |  |  |  |  |  |  |  |  |  |  |  |  |  |  |  |  |  |  |  |  |  |  |  |  |  |  |  |  |  |
|                           |                           |                           |                           |                           |                           |  |  |              |              |              |              |              |              |  |  |                           |                           |                           |                           |                           |                           |  |  |                         |                         |                         |                         |                         |                         |  |  |             |             |             |             |             |             |  |  |                             |                             |                             |                             |                             |                             |  |  |                |                |                |                |                |                |  |  |                           |                           |                           |                           |                           |                           |  |  |  |  |  |  |  |  |  |  |  |  |  |  |  |  |  |  |  |  |  |  |  |  |  |  |  |  |  |  |
|                           |                           |                           |                           |                           |                           |  |  | 17 履中天皇  | 17 履中天皇  | 17 履中天皇  | 17 履中天皇  | 17 履中天皇  | 17 履中天皇  |  |  | 18 反正天皇               | 18 反正天皇               | 18 反正天皇               | 18 反正天皇               | 18 反正天皇               | 18 反正天皇               |  |  | 19 允恭天皇             | 19 允恭天皇             | 19 允恭天皇             | 19 允恭天皇             | 19 允恭天皇             | 19 允恭天皇             |  |  |             |             |             |             |             |             |  |  |                             |                             |                             |                             |                             |                             |  |  | 意富富杼王     | 意富富杼王     | 意富富杼王     | 意富富杼王     | 意富富杼王     | 意富富杼王     |  |  | 忍坂大中姫 （允恭天皇后） | 忍坂大中姫 （允恭天皇后） | 忍坂大中姫 （允恭天皇后） | 忍坂大中姫 （允恭天皇后） | 忍坂大中姫 （允恭天皇后） | 忍坂大中姫 （允恭天皇后） |  |  |  |  |  |  |  |  |  |  |  |  |  |  |  |  |  |  |  |  |  |  |  |  |  |  |  |  |  |  |
|                           |                           |                           |                           |                           |                           |  |  | 17 履中天皇  | 17 履中天皇  | 17 履中天皇  | 17 履中天皇  | 17 履中天皇  | 17 履中天皇  |  |  | 18 反正天皇               | 18 反正天皇               | 18 反正天皇               | 18 反正天皇               | 18 反正天皇               | 18 反正天皇               |  |  | 19 允恭天皇             | 19 允恭天皇             | 19 允恭天皇             | 19 允恭天皇             | 19 允恭天皇             | 19 允恭天皇             |  |  |             |             |             |             |             |             |  |  |                             |                             |                             |                             |                             |                             |  |  | 意富富杼王     | 意富富杼王     | 意富富杼王     | 意富富杼王     | 意富富杼王     | 意富富杼王     |  |  | 忍坂大中姫 （允恭天皇后） | 忍坂大中姫 （允恭天皇后） | 忍坂大中姫 （允恭天皇后） | 忍坂大中姫 （允恭天皇后） | 忍坂大中姫 （允恭天皇后） | 忍坂大中姫 （允恭天皇后） |  |  |  |  |  |  |  |  |  |  |  |  |  |  |  |  |  |  |  |  |  |  |  |  |  |  |  |  |  |  |
|                           |                           |                           |                           |                           |                           |  |  |              |              |              |              |              |              |  |  |                           |                           |                           |                           |                           |                           |  |  |                         |                         |                         |                         |                         |                         |  |  |             |             |             |             |             |             |  |  |                             |                             |                             |                             |                             |                             |  |  |                |                |                |                |                |                |  |  |                           |                           |                           |                           |                           |                           |  |  |  |  |  |  |  |  |  |  |  |  |  |  |  |  |  |  |  |  |  |  |  |  |  |  |  |  |  |  |
|                           |                           |                           |                           |                           |                           |  |  | 市辺押磐皇子 | 市辺押磐皇子 | 市辺押磐皇子 | 市辺押磐皇子 | 市辺押磐皇子 | 市辺押磐皇子 |  |  | 木梨軽皇子                | 木梨軽皇子                | 木梨軽皇子                | 木梨軽皇子                | 木梨軽皇子                | 木梨軽皇子                |  |  | 20 安康天皇             | 20 安康天皇             | 20 安康天皇             | 20 安康天皇             | 20 安康天皇             | 20 安康天皇             |  |  | 21 雄略天皇 | 21 雄略天皇 | 21 雄略天皇 | 21 雄略天皇 | 21 雄略天皇 | 21 雄略天皇 |  |  |                             |                             |                             |                             |                             |                             |  |  | 乎非王         | 乎非王         | 乎非王         | 乎非王         | 乎非王         | 乎非王         |  |  |                           |                           |                           |                           |                           |                           |  |  |  |  |  |  |  |  |  |  |  |  |  |  |  |  |  |  |  |  |  |  |  |  |  |  |  |  |  |  |
|                           |                           |                           |                           |                           |                           |  |  | 市辺押磐皇子 | 市辺押磐皇子 | 市辺押磐皇子 | 市辺押磐皇子 | 市辺押磐皇子 | 市辺押磐皇子 |  |  | 木梨軽皇子                | 木梨軽皇子                | 木梨軽皇子                | 木梨軽皇子                | 木梨軽皇子                | 木梨軽皇子                |  |  | 20 安康天皇             | 20 安康天皇             | 20 安康天皇             | 20 安康天皇             | 20 安康天皇             | 20 安康天皇             |  |  | 21 雄略天皇 | 21 雄略天皇 | 21 雄略天皇 | 21 雄略天皇 | 21 雄略天皇 | 21 雄略天皇 |  |  |                             |                             |                             |                             |                             |                             |  |  | 乎非王         | 乎非王         | 乎非王         | 乎非王         | 乎非王         | 乎非王         |  |  |                           |                           |                           |                           |                           |                           |  |  |  |  |  |  |  |  |  |  |  |  |  |  |  |  |  |  |  |  |  |  |  |  |  |  |  |  |  |  |
|                           |                           |                           |                           |                           |                           |  |  |              |              |              |              |              |              |  |  |                           |                           |                           |                           |                           |                           |  |  |                         |                         |                         |                         |                         |                         |  |  |             |             |             |             |             |             |  |  |                             |                             |                             |                             |                             |                             |  |  |                |                |                |                |                |                |  |  |                           |                           |                           |                           |                           |                           |  |  |  |  |  |  |  |  |  |  |  |  |  |  |  |  |  |  |  |  |  |  |  |  |  |  |  |  |  |  |
|                           |                           |                           |                           |                           |                           |  |  | 飯豊青皇女   | 飯豊青皇女   | 飯豊青皇女   | 飯豊青皇女   | 飯豊青皇女   | 飯豊青皇女   |  |  | 24 仁賢天皇               | 24 仁賢天皇               | 24 仁賢天皇               | 24 仁賢天皇               | 24 仁賢天皇               | 24 仁賢天皇               |  |  | 23 顕宗天皇             | 23 顕宗天皇             | 23 顕宗天皇             | 23 顕宗天皇             | 23 顕宗天皇             | 23 顕宗天皇             |  |  | 22 清寧天皇 | 22 清寧天皇 | 22 清寧天皇 | 22 清寧天皇 | 22 清寧天皇 | 22 清寧天皇 |  |  | 春日大娘皇女 （仁賢天皇后） | 春日大娘皇女 （仁賢天皇后） | 春日大娘皇女 （仁賢天皇后） | 春日大娘皇女 （仁賢天皇后） | 春日大娘皇女 （仁賢天皇后） | 春日大娘皇女 （仁賢天皇后） |  |  | 彦主人王       | 彦主人王       | 彦主人王       | 彦主人王       | 彦主人王       | 彦主人王       |  |  |                           |                           |                           |                           |                           |                           |  |  |  |  |  |  |  |  |  |  |  |  |  |  |  |  |  |  |  |  |  |  |  |  |  |  |  |  |  |  |
|                           |                           |                           |                           |                           |                           |  |  | 飯豊青皇女   | 飯豊青皇女   | 飯豊青皇女   | 飯豊青皇女   | 飯豊青皇女   | 飯豊青皇女   |  |  | 24 仁賢天皇               | 24 仁賢天皇               | 24 仁賢天皇               | 24 仁賢天皇               | 24 仁賢天皇               | 24 仁賢天皇               |  |  | 23 顕宗天皇             | 23 顕宗天皇             | 23 顕宗天皇             | 23 顕宗天皇             | 23 顕宗天皇             | 23 顕宗天皇             |  |  | 22 清寧天皇 | 22 清寧天皇 | 22 清寧天皇 | 22 清寧天皇 | 22 清寧天皇 | 22 清寧天皇 |  |  | 春日大娘皇女 （仁賢天皇后） | 春日大娘皇女 （仁賢天皇后） | 春日大娘皇女 （仁賢天皇后） | 春日大娘皇女 （仁賢天皇后） | 春日大娘皇女 （仁賢天皇后） | 春日大娘皇女 （仁賢天皇后） |  |  | 彦主人王       | 彦主人王       | 彦主人王       | 彦主人王       | 彦主人王       | 彦主人王       |  |  |                           |                           |                           |                           |                           |                           |  |  |  |  |  |  |  |  |  |  |  |  |  |  |  |  |  |  |  |  |  |  |  |  |  |  |  |  |  |  |
|                           |                           |                           |                           |                           |                           |  |  |              |              |              |              |              |              |  |  |                           |                           |                           |                           |                           |                           |  |  |                         |                         |                         |                         |                         |                         |  |  |             |             |             |             |             |             |  |  |                             |                             |                             |                             |                             |                             |  |  |                |                |                |                |                |                |  |  |                           |                           |                           |                           |                           |                           |  |  |  |  |  |  |  |  |  |  |  |  |  |  |  |  |  |  |  |  |  |  |  |  |  |  |  |  |  |  |
|                           |                           |                           |                           |                           |                           |  |  |              |              |              |              |              |              |  |  | 手白香皇女 （継体天皇后） | 手白香皇女 （継体天皇后） | 手白香皇女 （継体天皇后） | 手白香皇女 （継体天皇后） | 手白香皇女 （継体天皇后） | 手白香皇女 （継体天皇后） |  |  | 25 武烈天皇             | 25 武烈天皇             | 25 武烈天皇             | 25 武烈天皇             | 25 武烈天皇             | 25 武烈天皇             |  |  |             |             |             |             |             |             |  |  |                             |                             |                             |                             |                             |                             |  |  | 26 継体天皇    | 26 継体天皇    | 26 継体天皇    | 26 継体天皇    | 26 継体天皇    | 26 継体天皇    |  |  |                           |                           |                           |                           |                           |                           |  |  |  |  |  |  |  |  |  |  |  |  |  |  |  |  |  |  |  |  |  |  |  |  |  |  |  |  |  |  |
|                           |                           |                           |                           |                           |                           |  |  |              |              |              |              |              |              |  |  | 手白香皇女 （継体天皇后） | 手白香皇女 （継体天皇后） | 手白香皇女 （継体天皇后） | 手白香皇女 （継体天皇后） | 手白香皇女 （継体天皇后） | 手白香皇女 （継体天皇后） |  |  | 25 武烈天皇             | 25 武烈天皇             | 25 武烈天皇             | 25 武烈天皇             | 25 武烈天皇             | 25 武烈天皇             |  |  |             |             |             |             |             |             |  |  |                             |                             |                             |                             |                             |                             |  |  | 26 継体天皇    | 26 継体天皇    | 26 継体天皇    | 26 継体天皇    | 26 継体天皇    | 26 継体天皇    |  |  |                           |                           |                           |                           |                           |                           |  |  |  |  |  |  |  |  |  |  |  |  |  |  |  |  |  |  |  |  |  |  |  |  |  |  |  |  |  |  |
|                           |                           |                           |                           |                           |                           |  |  |              |              |              |              |              |              |  |  |                           |                           |                           |                           |                           |                           |  |  |                         |                         |                         |                         |                         |                         |  |  |             |             |             |             |             |             |  |  |                             |                             |                             |                             |                             |                             |  |  |                |                |                |                |                |                |  |  |                           |                           |                           |                           |                           |                           |  |  |  |  |  |  |  |  |  |  |  |  |  |  |  |  |  |  |  |  |  |  |  |  |  |  |  |  |  |  |
|                           |                           |                           |                           |                           |                           |  |  |              |              |              |              |              |              |  |  |                           |                           |                           |                           |                           |                           |  |  |                         |                         |                         |                         |                         |                         |  |  |             |             |             |             |             |             |  |  |                             |                             |                             |                             |                             |                             |  |  |                |                |                |                |                |                |  |  |                           |                           |                           |                           |                           |                           |  |  |  |  |  |  |  |  |  |  |  |  |  |  |  |  |  |  |  |  |  |  |  |  |  |  |  |  |  |  |

|                             |                             |                             |                             |                             |                             |  |  |                       |                       |                       |                       |                       |                       |  |  |                  |                  |                  |                  |                  |                  |  |  |                         |                         |                         |                         |                         |                         |  |  |             |             |             |             |             |             |  |  |                            |                            |                            |                            |                            |                            |  |  |                      |                      |                      |                      |                      |                      |  |  |             |             |             |             |             |             |  |  |             |             |             |             |             |             |  |  |                |                |                |                |                |                |  |  |  |  |  |  |  |  |  |  |  |  |  |  |  |  |  |  |  |  |  |  |  |  |  |  |  |  |  |  |  |  |  |  |  |  |  |  |  |  |  |  |
|                             |                             |                             |                             |                             |                             |  |  |                       |                       |                       |                       |                       |                       |  |  |                  |                  |                  |                  |                  |                  |  |  |                         |                         |                         |                         |                         |                         |  |  |             |             |             |             |             |             |  |  |                            |                            |                            |                            |                            |                            |  |  |                      |                      |                      |                      |                      |                      |  |  |             |             |             |             |             |             |  |  |             |             |             |             |             |             |  |  |                |                |                |                |                |                |  |  |  |  |  |  |  |  |  |  |  |  |  |  |  |  |  |  |  |  |  |  |  |  |  |  |  |  |  |  |  |  |  |  |  |  |  |  |  |  |  |  |
| 27 安閑天皇                 | 27 安閑天皇                 | 27 安閑天皇                 | 27 安閑天皇                 | 27 安閑天皇                 | 27 安閑天皇                 |  |  | 28 宣化天皇           | 28 宣化天皇           | 28 宣化天皇           | 28 宣化天皇           | 28 宣化天皇           | 28 宣化天皇           |  |  | 29 欽明天皇      | 29 欽明天皇      | 29 欽明天皇      | 29 欽明天皇      | 29 欽明天皇      | 29 欽明天皇      |  |  |                         |                         |                         |                         |                         |                         |  |  |             |             |             |             |             |             |  |  |                            |                            |                            |                            |                            |                            |  |  |                      |                      |                      |                      |                      |                      |  |  |             |             |             |             |             |             |  |  |             |             |             |             |             |             |  |  |                |                |                |                |                |                |  |  |  |  |  |  |  |  |  |  |  |  |  |  |  |  |  |  |  |  |  |  |  |  |  |  |  |  |  |  |  |  |  |  |  |  |  |  |  |  |  |  |
| 27 安閑天皇                 | 27 安閑天皇                 | 27 安閑天皇                 | 27 安閑天皇                 | 27 安閑天皇                 | 27 安閑天皇                 |  |  | 28 宣化天皇           | 28 宣化天皇           | 28 宣化天皇           | 28 宣化天皇           | 28 宣化天皇           | 28 宣化天皇           |  |  | 29 欽明天皇      | 29 欽明天皇      | 29 欽明天皇      | 29 欽明天皇      | 29 欽明天皇      | 29 欽明天皇      |  |  |                         |                         |                         |                         |                         |                         |  |  |             |             |             |             |             |             |  |  |                            |                            |                            |                            |                            |                            |  |  |                      |                      |                      |                      |                      |                      |  |  |             |             |             |             |             |             |  |  |             |             |             |             |             |             |  |  |                |                |                |                |                |                |  |  |  |  |  |  |  |  |  |  |  |  |  |  |  |  |  |  |  |  |  |  |  |  |  |  |  |  |  |  |  |  |  |  |  |  |  |  |  |  |  |  |
|                             |                             |                             |                             |                             |                             |  |  |                       |                       |                       |                       |                       |                       |  |  |                  |                  |                  |                  |                  |                  |  |  |                         |                         |                         |                         |                         |                         |  |  |             |             |             |             |             |             |  |  |                            |                            |                            |                            |                            |                            |  |  |                      |                      |                      |                      |                      |                      |  |  |             |             |             |             |             |             |  |  |             |             |             |             |             |             |  |  |                |                |                |                |                |                |  |  |  |  |  |  |  |  |  |  |  |  |  |  |  |  |  |  |  |  |  |  |  |  |  |  |  |  |  |  |  |  |  |  |  |  |  |  |  |  |  |  |
| 石姫皇女 （欽明天皇后)      | 石姫皇女 （欽明天皇后)      | 石姫皇女 （欽明天皇后)      | 石姫皇女 （欽明天皇后)      | 石姫皇女 （欽明天皇后)      | 石姫皇女 （欽明天皇后)      |  |  | 上殖葉皇子            | 上殖葉皇子            | 上殖葉皇子            | 上殖葉皇子            | 上殖葉皇子            | 上殖葉皇子            |  |  | 30 敏達天皇      | 30 敏達天皇      | 30 敏達天皇      | 30 敏達天皇      | 30 敏達天皇      | 30 敏達天皇      |  |  |                         |                         |                         |                         |                         |                         |  |  |             |             |             |             |             |             |  |  |                            |                            |                            |                            |                            |                            |  |  | 31 用明天皇          | 31 用明天皇          | 31 用明天皇          | 31 用明天皇          | 31 用明天皇          | 31 用明天皇          |  |  | 33 推古天皇 | 33 推古天皇 | 33 推古天皇 | 33 推古天皇 | 33 推古天皇 | 33 推古天皇 |  |  | 32 崇峻天皇 | 32 崇峻天皇 | 32 崇峻天皇 | 32 崇峻天皇 | 32 崇峻天皇 | 32 崇峻天皇 |  |  | 穴穂部間人皇女 | 穴穂部間人皇女 | 穴穂部間人皇女 | 穴穂部間人皇女 | 穴穂部間人皇女 | 穴穂部間人皇女 |  |  |  |  |  |  |  |  |  |  |  |  |  |  |  |  |  |  |  |  |  |  |  |  |  |  |  |  |  |  |  |  |  |  |  |  |  |  |  |  |  |  |
| 石姫皇女 （欽明天皇后)      | 石姫皇女 （欽明天皇后)      | 石姫皇女 （欽明天皇后)      | 石姫皇女 （欽明天皇后)      | 石姫皇女 （欽明天皇后)      | 石姫皇女 （欽明天皇后)      |  |  | 上殖葉皇子            | 上殖葉皇子            | 上殖葉皇子            | 上殖葉皇子            | 上殖葉皇子            | 上殖葉皇子            |  |  | 30 敏達天皇      | 30 敏達天皇      | 30 敏達天皇      | 30 敏達天皇      | 30 敏達天皇      | 30 敏達天皇      |  |  |                         |                         |                         |                         |                         |                         |  |  |             |             |             |             |             |             |  |  |                            |                            |                            |                            |                            |                            |  |  | 31 用明天皇          | 31 用明天皇          | 31 用明天皇          | 31 用明天皇          | 31 用明天皇          | 31 用明天皇          |  |  | 33 推古天皇 | 33 推古天皇 | 33 推古天皇 | 33 推古天皇 | 33 推古天皇 | 33 推古天皇 |  |  | 32 崇峻天皇 | 32 崇峻天皇 | 32 崇峻天皇 | 32 崇峻天皇 | 32 崇峻天皇 | 32 崇峻天皇 |  |  | 穴穂部間人皇女 | 穴穂部間人皇女 | 穴穂部間人皇女 | 穴穂部間人皇女 | 穴穂部間人皇女 | 穴穂部間人皇女 |  |  |  |  |  |  |  |  |  |  |  |  |  |  |  |  |  |  |  |  |  |  |  |  |  |  |  |  |  |  |  |  |  |  |  |  |  |  |  |  |  |  |
|                             |                             |                             |                             |                             |                             |  |  |                       |                       |                       |                       |                       |                       |  |  |                  |                  |                  |                  |                  |                  |  |  |                         |                         |                         |                         |                         |                         |  |  |             |             |             |             |             |             |  |  |                            |                            |                            |                            |                            |                            |  |  |                      |                      |                      |                      |                      |                      |  |  |             |             |             |             |             |             |  |  |             |             |             |             |             |             |  |  |                |                |                |                |                |                |  |  |  |  |  |  |  |  |  |  |  |  |  |  |  |  |  |  |  |  |  |  |  |  |  |  |  |  |  |  |  |  |  |  |  |  |  |  |  |  |  |  |
| 大河内稚子媛 （宣化天皇后） | 大河内稚子媛 （宣化天皇后） | 大河内稚子媛 （宣化天皇后） | 大河内稚子媛 （宣化天皇后） | 大河内稚子媛 （宣化天皇后） | 大河内稚子媛 （宣化天皇后） |  |  | 十市王                | 十市王                | 十市王                | 十市王                | 十市王                | 十市王                |  |  | 押坂彦人大兄皇子 | 押坂彦人大兄皇子 | 押坂彦人大兄皇子 | 押坂彦人大兄皇子 | 押坂彦人大兄皇子 | 押坂彦人大兄皇子 |  |  | 春日皇子                | 春日皇子                | 春日皇子                | 春日皇子                | 春日皇子                | 春日皇子                |  |  | 大派皇子    | 大派皇子    | 大派皇子    | 大派皇子    | 大派皇子    | 大派皇子    |  |  | 難波皇子                   | 難波皇子                   | 難波皇子                   | 難波皇子                   | 難波皇子                   | 難波皇子                   |  |  | 聖徳太子 （厩戸皇子) | 聖徳太子 （厩戸皇子) | 聖徳太子 （厩戸皇子) | 聖徳太子 （厩戸皇子) | 聖徳太子 （厩戸皇子) | 聖徳太子 （厩戸皇子) |  |  | 来目皇子    | 来目皇子    | 来目皇子    | 来目皇子    | 来目皇子    | 来目皇子    |  |  | 当麻皇子    | 当麻皇子    | 当麻皇子    | 当麻皇子    | 当麻皇子    | 当麻皇子    |  |  | 殖栗皇子       | 殖栗皇子       | 殖栗皇子       | 殖栗皇子       | 殖栗皇子       | 殖栗皇子       |  |  |  |  |  |  |  |  |  |  |  |  |  |  |  |  |  |  |  |  |  |  |  |  |  |  |  |  |  |  |  |  |  |  |  |  |  |  |  |  |  |  |
| 大河内稚子媛 （宣化天皇后） | 大河内稚子媛 （宣化天皇后） | 大河内稚子媛 （宣化天皇后） | 大河内稚子媛 （宣化天皇后） | 大河内稚子媛 （宣化天皇后） | 大河内稚子媛 （宣化天皇后） |  |  | 十市王                | 十市王                | 十市王                | 十市王                | 十市王                | 十市王                |  |  | 押坂彦人大兄皇子 | 押坂彦人大兄皇子 | 押坂彦人大兄皇子 | 押坂彦人大兄皇子 | 押坂彦人大兄皇子 | 押坂彦人大兄皇子 |  |  | 春日皇子                | 春日皇子                | 春日皇子                | 春日皇子                | 春日皇子                | 春日皇子                |  |  | 大派皇子    | 大派皇子    | 大派皇子    | 大派皇子    | 大派皇子    | 大派皇子    |  |  | 難波皇子                   | 難波皇子                   | 難波皇子                   | 難波皇子                   | 難波皇子                   | 難波皇子                   |  |  | 聖徳太子 （厩戸皇子) | 聖徳太子 （厩戸皇子) | 聖徳太子 （厩戸皇子) | 聖徳太子 （厩戸皇子) | 聖徳太子 （厩戸皇子) | 聖徳太子 （厩戸皇子) |  |  | 来目皇子    | 来目皇子    | 来目皇子    | 来目皇子    | 来目皇子    | 来目皇子    |  |  | 当麻皇子    | 当麻皇子    | 当麻皇子    | 当麻皇子    | 当麻皇子    | 当麻皇子    |  |  | 殖栗皇子       | 殖栗皇子       | 殖栗皇子       | 殖栗皇子       | 殖栗皇子       | 殖栗皇子       |  |  |  |  |  |  |  |  |  |  |  |  |  |  |  |  |  |  |  |  |  |  |  |  |  |  |  |  |  |  |  |  |  |  |  |  |  |  |  |  |  |  |
|                             |                             |                             |                             |                             |                             |  |  |                       |                       |                       |                       |                       |                       |  |  |                  |                  |                  |                  |                  |                  |  |  |                         |                         |                         |                         |                         |                         |  |  |             |             |             |             |             |             |  |  |                            |                            |                            |                            |                            |                            |  |  |                      |                      |                      |                      |                      |                      |  |  |             |             |             |             |             |             |  |  |             |             |             |             |             |             |  |  |                |                |                |                |                |                |  |  |  |  |  |  |  |  |  |  |  |  |  |  |  |  |  |  |  |  |  |  |  |  |  |  |  |  |  |  |  |  |  |  |  |  |  |  |  |  |  |  |
| 火焔皇子                    | 火焔皇子                    | 火焔皇子                    | 火焔皇子                    | 火焔皇子                    | 火焔皇子                    |  |  | 多治比古王            | 多治比古王            | 多治比古王            | 多治比古王            | 多治比古王            | 多治比古王            |  |  |                  |                  |                  |                  |                  |                  |  |  | 茅渟王                  | 茅渟王                  | 茅渟王                  | 茅渟王                  | 茅渟王                  | 茅渟王                  |  |  |             |             |             |             |             |             |  |  | 栗隈王                     | 栗隈王                     | 栗隈王                     | 栗隈王                     | 栗隈王                     | 栗隈王                     |  |  | 山背大兄王           | 山背大兄王           | 山背大兄王           | 山背大兄王           | 山背大兄王           | 山背大兄王           |  |  |             |             |             |             |             |             |  |  |             |             |             |             |             |             |  |  |                |                |                |                |                |                |  |  |  |  |  |  |  |  |  |  |  |  |  |  |  |  |  |  |  |  |  |  |  |  |  |  |  |  |  |  |  |  |  |  |  |  |  |  |  |  |  |  |
| 火焔皇子                    | 火焔皇子                    | 火焔皇子                    | 火焔皇子                    | 火焔皇子                    | 火焔皇子                    |  |  | 多治比古王            | 多治比古王            | 多治比古王            | 多治比古王            | 多治比古王            | 多治比古王            |  |  |                  |                  |                  |                  |                  |                  |  |  | 茅渟王                  | 茅渟王                  | 茅渟王                  | 茅渟王                  | 茅渟王                  | 茅渟王                  |  |  |             |             |             |             |             |             |  |  | 栗隈王                     | 栗隈王                     | 栗隈王                     | 栗隈王                     | 栗隈王                     | 栗隈王                     |  |  | 山背大兄王           | 山背大兄王           | 山背大兄王           | 山背大兄王           | 山背大兄王           | 山背大兄王           |  |  |             |             |             |             |             |             |  |  |             |             |             |             |             |             |  |  |                |                |                |                |                |                |  |  |  |  |  |  |  |  |  |  |  |  |  |  |  |  |  |  |  |  |  |  |  |  |  |  |  |  |  |  |  |  |  |  |  |  |  |  |  |  |  |  |
|                             |                             |                             |                             |                             |                             |  |  |                       |                       |                       |                       |                       |                       |  |  |                  |                  |                  |                  |                  |                  |  |  |                         |                         |                         |                         |                         |                         |  |  |             |             |             |             |             |             |  |  |                            |                            |                            |                            |                            |                            |  |  |                      |                      |                      |                      |                      |                      |  |  |             |             |             |             |             |             |  |  |             |             |             |             |             |             |  |  |                |                |                |                |                |                |  |  |  |  |  |  |  |  |  |  |  |  |  |  |  |  |  |  |  |  |  |  |  |  |  |  |  |  |  |  |  |  |  |  |  |  |  |  |  |  |  |  |
|                             |                             |                             |                             |                             |                             |  |  | 多治比嶋 〔多治比氏〕 | 多治比嶋 〔多治比氏〕 | 多治比嶋 〔多治比氏〕 | 多治比嶋 〔多治比氏〕 | 多治比嶋 〔多治比氏〕 | 多治比嶋 〔多治比氏〕 |  |  |                  |                  |                  |                  |                  |                  |  |  | 35 皇極天皇 37 斉明天皇 | 35 皇極天皇 37 斉明天皇 | 35 皇極天皇 37 斉明天皇 | 35 皇極天皇 37 斉明天皇 | 35 皇極天皇 37 斉明天皇 | 35 皇極天皇 37 斉明天皇 |  |  | 36 孝徳天皇 | 36 孝徳天皇 | 36 孝徳天皇 | 36 孝徳天皇 | 36 孝徳天皇 | 36 孝徳天皇 |  |  | 美努王                     | 美努王                     | 美努王                     | 美努王                     | 美努王                     | 美努王                     |  |  |                      |                      |                      |                      |                      |                      |  |  |             |             |             |             |             |             |  |  |             |             |             |             |             |             |  |  |                |                |                |                |                |                |  |  |  |  |  |  |  |  |  |  |  |  |  |  |  |  |  |  |  |  |  |  |  |  |  |  |  |  |  |  |  |  |  |  |  |  |  |  |  |  |  |  |
|                             |                             |                             |                             |                             |                             |  |  | 多治比嶋 〔多治比氏〕 | 多治比嶋 〔多治比氏〕 | 多治比嶋 〔多治比氏〕 | 多治比嶋 〔多治比氏〕 | 多治比嶋 〔多治比氏〕 | 多治比嶋 〔多治比氏〕 |  |  |                  |                  |                  |                  |                  |                  |  |  | 35 皇極天皇 37 斉明天皇 | 35 皇極天皇 37 斉明天皇 | 35 皇極天皇 37 斉明天皇 | 35 皇極天皇 37 斉明天皇 | 35 皇極天皇 37 斉明天皇 | 35 皇極天皇 37 斉明天皇 |  |  | 36 孝徳天皇 | 36 孝徳天皇 | 36 孝徳天皇 | 36 孝徳天皇 | 36 孝徳天皇 | 36 孝徳天皇 |  |  | 美努王                     | 美努王                     | 美努王                     | 美努王                     | 美努王                     | 美努王                     |  |  |                      |                      |                      |                      |                      |                      |  |  |             |             |             |             |             |             |  |  |             |             |             |             |             |             |  |  |                |                |                |                |                |                |  |  |  |  |  |  |  |  |  |  |  |  |  |  |  |  |  |  |  |  |  |  |  |  |  |  |  |  |  |  |  |  |  |  |  |  |  |  |  |  |  |  |
|                             |                             |                             |                             |                             |                             |  |  |                       |                       |                       |                       |                       |                       |  |  |                  |                  |                  |                  |                  |                  |  |  |                         |                         |                         |                         |                         |                         |  |  | 有間皇子    | 有間皇子    | 有間皇子    | 有間皇子    | 有間皇子    | 有間皇子    |  |  | 橘諸兄 （葛城王） 〔橘氏〕 | 橘諸兄 （葛城王） 〔橘氏〕 | 橘諸兄 （葛城王） 〔橘氏〕 | 橘諸兄 （葛城王） 〔橘氏〕 | 橘諸兄 （葛城王） 〔橘氏〕 | 橘諸兄 （葛城王） 〔橘氏〕 |  |  |                      |                      |                      |                      |                      |                      |  |  |             |             |             |             |             |             |  |  |             |             |             |             |             |             |  |  |                |                |                |                |                |                |  |  |  |  |  |  |  |  |  |  |  |  |  |  |  |  |  |  |  |  |  |  |  |  |  |  |  |  |  |  |  |  |  |  |  |  |  |  |  |  |  |  |

### 母方の略系図
○出典：『上宮記』（『継体大王と尾張の目子媛』）
| 伊久牟尼利比古大王 （垂仁天皇） |            |            |            |            |            |            |            |                           |                         |                         |                         |                         |                         |        |        |        |        |        |        |
|                                 |            |            |            |            |            |            |            |                           |                         |                         |                         |                         |                         |        |        |        |        |        |        |
| 伊波都久和希                    |            |            |            |            |            |            |            |                           |                         |                         |                         |                         |                         |        |        |        |        |        |        |
|                                 |            |            |            |            |            |            |            |                           |                         |                         |                         |                         |                         |        |        |        |        |        |        |
| 偉波智和希                      |            |            |            |            |            |            |            |                           |                         |                         |                         |                         |                         |        |        |        |        |        |        |
|                                 |            |            |            |            |            |            |            |                           |                         |                         |                         |                         |                         |        |        |        |        |        |        |
| 伊波己里和気                    |            |            |            |            |            |            |            |                           |                         |                         |                         |                         |                         |        |        |        |        |        |        |
|                                 |            |            |            |            |            |            |            |                           |                         |                         |                         |                         |                         |        |        |        |        |        |        |
| 麻和加介                        |            |            |            |            |            |            |            |                           |                         |                         |                         |                         |                         |        |        |        |        |        |        |
|                                 |            |            |            |            |            |            |            |                           |                         |                         |                         |                         |                         |        |        |        |        |        |        |
| 阿加波智君                      |            |            |            |            |            |            |            |                           |                         |                         |                         |                         |                         |        |        |        |        |        |        |
|                                 |            |            |            |            |            |            |            |                           |                         |                         |                         |                         |                         |        |        |        |        |        |        |
| 乎波智君                        | 乎波智君   | 乎波智君   | 乎波智君   | 乎波智君   | 乎波智君   |            |            | ［余奴臣祖］ 阿那爾比弥   | ［余奴臣祖］ 阿那爾比弥 | ［余奴臣祖］ 阿那爾比弥 | ［余奴臣祖］ 阿那爾比弥 | ［余奴臣祖］ 阿那爾比弥 | ［余奴臣祖］ 阿那爾比弥 |        |        |        |        |        |        |
| 乎波智君                        | 乎波智君   | 乎波智君   | 乎波智君   | 乎波智君   | 乎波智君   |            |            | ［余奴臣祖］ 阿那爾比弥   | ［余奴臣祖］ 阿那爾比弥 | ［余奴臣祖］ 阿那爾比弥 | ［余奴臣祖］ 阿那爾比弥 | ［余奴臣祖］ 阿那爾比弥 | ［余奴臣祖］ 阿那爾比弥 |        |        |        |        |        |        |
|                                 |            |            |            |            |            |            |            |                           |                         |                         |                         |                         |                         |        |        |        |        |        |        |
|                                 |            |            |            |            |            |            |            |                           |                         |                         |                         |                         |                         |        |        |        |        |        |        |
| 都奴牟斯命                      | 都奴牟斯命 | 都奴牟斯命 | 都奴牟斯命 | 都奴牟斯命 | 都奴牟斯命 | 布利比弥命 | 布利比弥命 | 布利比弥命                | 布利比弥命              | 布利比弥命              | 布利比弥命              |                         |                         | 汙斯王 | 汙斯王 | 汙斯王 | 汙斯王 | 汙斯王 | 汙斯王 |
| 都奴牟斯命                      | 都奴牟斯命 | 都奴牟斯命 | 都奴牟斯命 | 都奴牟斯命 | 都奴牟斯命 | 布利比弥命 | 布利比弥命 | 布利比弥命                | 布利比弥命              | 布利比弥命              | 布利比弥命              |                         |                         | 汙斯王 | 汙斯王 | 汙斯王 | 汙斯王 | 汙斯王 | 汙斯王 |
|                                 |            |            |            |            |            |            |            |                           |                         |                         |                         |                         |                         |        |        |        |        |        |        |
|                                 |            |            |            |            |            |            |            | 乎富等大公王 （継体天皇） |                         |                         |                         |                         |                         |        |        |        |        |        |        |

継体天皇の祖母・阿那爾比弥（）の出身・余奴臣（）について、石川県小松市の古窯から出た土器に「与野評」と記されており、これはのちの江沼郡となるヨヌということが分かった。また、奈良時代には、この地を「四沼（）」と読んでいた。これらのことから、継体天皇の背景には、母の出身地だけでなく、祖母の出身地もあり、振媛の父の代から北陸の豪族と婚姻関係が結ばれ、地域的な勢力が形成されていたことがわかる。

## 出自を巡る議論

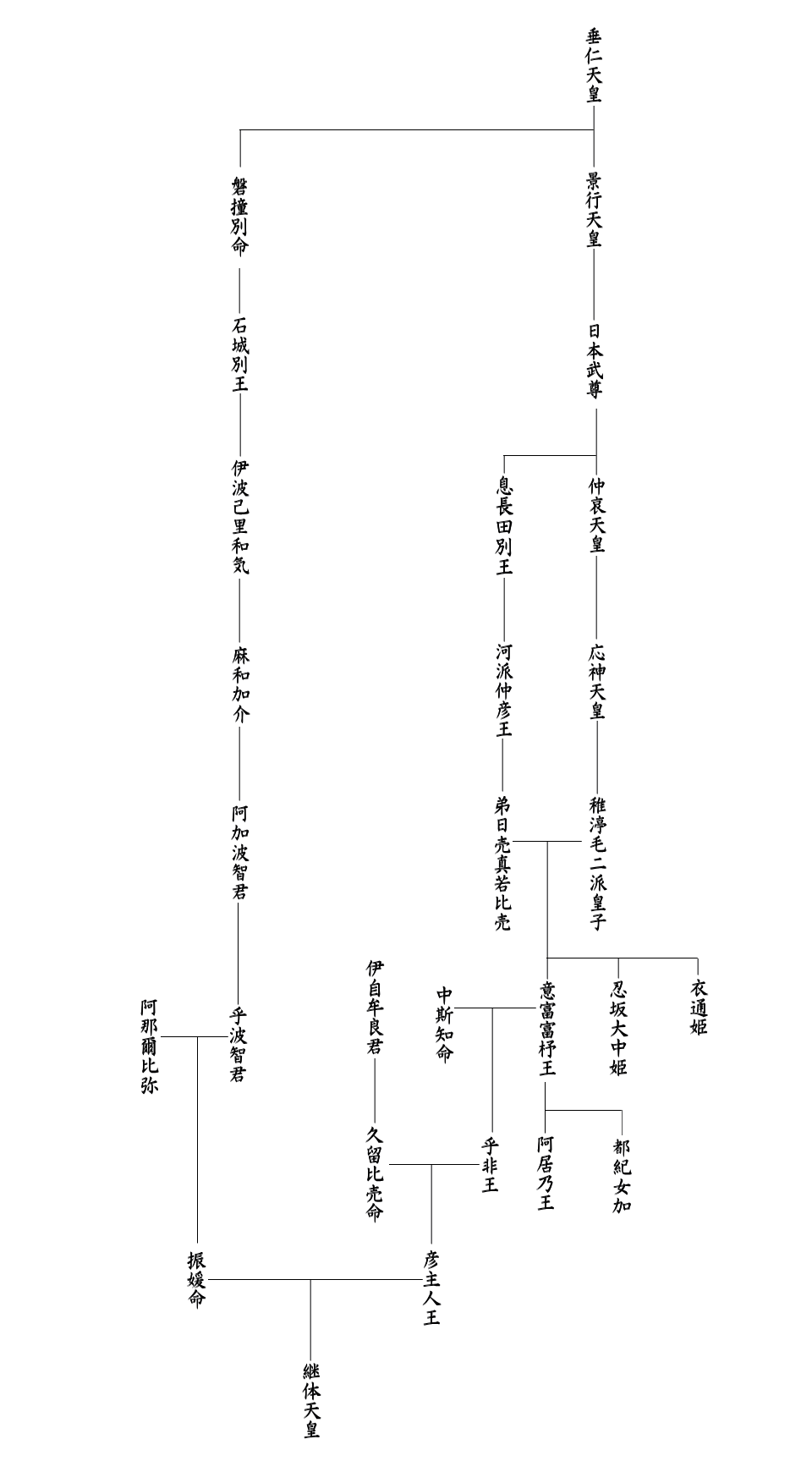
継体天皇出自系図

『日本書紀』によれば応神天皇5世の孫（曾孫の孫）で父は彦主人王、母は11代垂仁天皇7世孫の振媛である。ただし、応神から継体に至る中間4代の系譜について『記紀』では省略されており、鎌倉時代の『釈日本紀』（『日本書紀』の注釈書）に引用された『上宮記』の逸文によって知ることが出来る。これによると、男子の直系は「凡牟都和希王（ほむた（つ）わけのおおきみ・応神天皇） ─ 若野毛二俣王 ─ 大郎子（一名意富富等王） ─ 乎非王 ─ 汙斯王（＝彦主人王） ─ 乎富等大公王（＝継体天皇）」とされる。
『上宮記』逸文は近年、字の使い方や文体等の分析によってその成立が大変古く推古朝の遺文であることが判明し、『記紀』以前の原『帝紀』の編纂と同時期（6世紀中葉か）に系譜伝承が成立したものと考えられる。
『記紀』に継体天皇の詳しい系図が記されてないのは『日本書紀』に付随する「系図一巻」の存在が知られており（現在は散逸）、そちらにまとめて記されていたからだろうと推測されている。

### 出自を巡る議論の経緯
継体王朝新王朝説は、戦後の1952年に刊行された水野祐「増訂日本古代王朝史論序説」が嚆矢である。その後、直木孝次郎「継体朝の動乱と神武伝説」が1958年に発表された。その後、継体王朝新王朝説は井上光貞、藤間生大らの支持を得て、古代史学会を席捲した。
しかし、1960年代に入ると、継体新王朝説に対し疑問が呈され始めた。1961年の坂本太郎の「継体紀の史料批判」では、「釈日本紀」の引く「上宮記一伝」の系譜を取り上げるなど、有力な反論が行われ、笠井倭人、三品彰英らに支持された。そして黛弘道は、「上宮記一伝」の用字法が藤原宮出土木簡よりも古いことを明らかにした。また山尾幸久は、隅田八幡神社人物画像鏡銘文から、即位前の継体が大和忍坂宮にあり、次期王位を目指していたこと、武寧王との交流を解明し、新王朝説、王位簒奪説に反論した（「隅田八幡鏡銘による継体天皇即位事情の考察」「日本史学」1966）。なお、山尾はその後説を一部変更した。
1970年代になると、新王朝説は再び登場した。吉井巌が応神天皇の実在性に疑問を呈した一連の説である（「天皇の系譜と神話」、塙書房、1976年）。これを受けて岡田精司が息長氏族説を唱え（「継体天皇の出自とその背景」）、薗田薫融、塚口義信らが支持した。
1970年代後半からは、川口勝康（東京都立大学教授）が、大王家の三つの王統譜を息長氏が統合したとする説（「在地首長制と日本古代国家」「歴史学研究」別冊 、1975年）、平野邦雄は双系的観点から息長氏出自の継体は簒奪者ではないとする説（「6世紀・ヤマト王権の性格」1977年）、山尾幸久の婿入り説（「日本古代王権形成史論」）など、複数の新しい説が唱えられ始めた。
1980年代には、大橋信弥が息長氏の朝廷への関与は天武朝以降であり、息長氏は継体の出身氏族でも擁立勢力でもなく継体は近江高島から越前に進出した傍系王族であると明らかになったとした（「日本古代国家の成立と息長氏」「近江における息長氏の勢力について」）。その説を受けた小柴秀樹は、息長系譜は継体の流れをくむ皇室の要請によって加上されたとし、大和忍坂に本拠をおく王族継体が、近江坂田の豪族と婚姻関係を結んだことが息長氏のを生んだとする説（「息長系譜の形成者」「息長氏研究の動向と課題」）。篠原幸久継体が大和政権成立以来の主要構成員である摂津在地の首長とする説（「継体王系と息長氏の伝承について」）が発表された。が、継体が王統とはつながらない地方豪族であったのか、五世紀の大王家となんらかの血縁でつながる「王族」であったかは依然として論の分かれるところとなっているが、近年は加藤謙吉のように雄略朝に軍事的王権が確立しそれが引き継がれ、継体の即位も大伴氏、物部氏により承認され平和裡に継承されたものであり、皇位簒奪はないとするなど大きな政治上の転機を認めない見解も多くだされている。
近年の継体王朝論は新王朝か否かという問題を乗り越えて新しい視点による説が活発に議論されている状態である。
なお継体天皇の出自に関する各論については「継体新王朝論」/「継体天皇王族説」を参照。
継体を初代とした場合でも、現皇室は1500年の歴史を持ち、現存する王朝の中では世界最古である。それ以前の系譜は参考ないしは別系とするなどして「実在と系譜が明らかな期間に限っても」という条件下においてもこのように定義・認定されることから、皇室の歴史を讃える際などに、継体天皇の名前が引き合いに出されることも多い。

## 継体天皇の支持基盤と中央進出

### 后妃から見た男大迹王の支持基盤
男大迹王の勢力の基盤について、現存する最古の正史である『古事記』『日本書紀』の記事によれば、男大迹王は婚姻による豪族との結びつきによって勢力の拡大をしたことが記述されている。
- 稚子媛（三尾角折君の妹）近江北西部の高島郡（滋賀県高島市）
- 倭媛（三尾君堅楲の女）近江北西部の高島郡（滋賀県高島市）
- 広媛（坂田大跨王の女）近江北東部の坂田郡（滋賀県米原市）
- 麻績娘子（息長真手王の女）近江北東部の坂田郡（滋賀県米原市）
- 目子媛（尾張連草香の女）尾張（愛知県）
- 和珥荑媛（和珥臣河内の女）大和国添上郡（奈良県北部）
- 関媛（茨田連小望の女）河内国北東部（大阪府寝屋川市周辺）
- 広媛（根王の女）出自は不明だが、子供の経歴から近江の可能性が高い。

『記紀』によれば、男大迹王の出生地である近江北西部と琵琶湖をはさんだ反対側の近江北東部の近江出身の后が最多の合計5人で、近江の豪族ともっとも密接な関係を持ち、「古事記」の記述通り近江国、特に近江北部を本拠地にしていたと考えられる。それに加え、継体の祖父の代の乎非王は牟義都国造（岐阜県南部）である伊自牟良君の女 ・久留比売命を娶ったとあり、母親である振媛の出身地は越前国（福井県）であるため、男大迹王の時代には、既に美濃国や越前は勢力圏に入っていたと思われ、そこから拡大し尾張連の妃を娶ったと考えられる。つまり、男大迹王は近江北部を中心にして、越前、近江北部、美濃、尾張とベルト状に勢力基盤を拡大していった。
この時期の尾張は大型古墳群が出現しており継体天皇と尾張の同盟関係を示す婚姻関係は5世紀以降大和政権の経済的・軍事的基盤となった「東国」を押さえるうえで大きな意義をもっていたことを考慮すべきであろう。
畿内の大豪族の和邇氏と河内の茨田連と、どのように接触したのかは不明である。
男大迹王は婚姻によって近江北部を本拠地とすることにより、近江北部を通っている越前へつながる北陸道、尾張、美濃へつながる東山道を掌握し、強い勢力を持ったのである。
男大迹王が一つの氏族から二人もの妃を娶っているのは三尾氏からだけであり、「古事記」では「三尾君等祖若比売（わかひめ）」（「日本書紀」では「三尾角折君の妹、稚子媛」と記されている）が妃の中で筆頭に記載されており、三尾氏が大きな影響を持っていたことがうかがえる。
男大迹王の父親の「彦主人王」も近江国高島郡三尾を拠点にしていたと「上宮記」、「日本書紀」の記事に見えるので、少なくとも親子二代に渡って高島を拠点にしていたことが分かる。
彦主人王が高島に拠点を築いた理由として、近江北部から産出する鉄鉱石と、越前・若狭から産出する塩を入手するためだったという説がある。
近江国高島郡の三尾氏は、男大迹王の天皇即位、中央進出以後は「日本書紀」や「古事記」、それ以降の史料にも記事がみえなくなった。
『日本書紀』672年7月22日に壬申の乱で大海人皇子方に攻め落された三尾城主に三尾氏を仮定する説がある。

## 考古学的考証
- 男大迹王の出生地である「近江国高島郡三尾」日本書紀や彦主人王が居住した「弥乎国高嶋宮（みおのくにのたかしまのみや）」上宮紀の場所は、現在の「高島市安曇川町三尾里」周辺が有力視されている（水谷|2013|P72）『日継知らす可き王無し 継体大王の出現』（滋賀県立安土城考古博物館、2003年）。この地域の遺跡の発掘調査の報告によると、朝鮮系渡来人が彦主人王や男大迹王の勢力を支えていたことが示唆されている。
- 男大迹王を説得した河内馬飼荒籠は乗馬や飼育などの渡来技術を持った渡来系の氏族[40][41]であり、その勢力地は河内国讃良郡（四條畷市周辺）である。四條畷市の木間池北方遺跡から韓式土器、蔀屋北遺跡からは馬の骨や馬具などが発掘されている。

福岡猛志、和田萃は新王朝説に立ちながらも「日本書紀」の継体紀は細かい年数の違いや潤色等はあるが、基本的に信頼できるものであり、継体即位に関わる記述と磐井の内乱を見るとやはり当時から伝承されている物語や史実がかなり反映されていて、到底「日本書紀」編纂段階で作ったようなものではない、継体の后たちの出身氏族の問題なども、各地域の古墳の動向と合致していることから継体紀は史実を反映していると述べている。
また和田萃は倭彦王についても継体天皇の擁立劇のあった時期に丹波桑田県のある亀岡に千歳車塚古墳があり、その埴輪が新池埴輪窯から供給されていることから桑田県に当時、大和王権の王の継承者たりえる人物がいたとして、倭彦王の実在の可能性をも述べている。

### 近江の製鉄遺跡
考古学での、男大迹王の勢力圏の拡大の理由には、鉄資源と韓式土器など朝鮮系渡来技術の存在が指摘されている(山尾幸久説）。近江は59箇所の製鉄遺跡を持つ古代において近畿圏最大の鉄産地であり、とりわけ湖西の高島は古代における最も有力な製鉄地帯とされている。『続日本紀』の巻3、大宝3年（703年）「四品志紀親王に近江国の鉄穴（鉄鉱山）を賜う。」とあるのが、近江の鉄に関する最初の記事で、（近江の何処の地域かは不明）近江北部の鉄関連の記事は　巻24、天平宝字6年（762年）「藤原恵美押勝に近江国浅井（浅井郡）・高嶋（高島郡）二郡の鉄穴を各一処賜う。」とあるのが初見である。高島の考古学的な調査により、継体が生存していた5世紀代に製鉄が行われていた可能性が指摘されている。森浩一も高島で古墳時代に製鉄が行われていたと推察している。

#### 男大迹王が勢力を置いた近江北部から北西部にかけての製鉄遺跡（年代順）
古橋遺跡（長浜市木之本町古橋）

東谷遺跡（高島市今津町大供）2002年に発掘調査し、磁気探査で排滓場の範囲と製鉄炉の位置を推定した。
北牧野製鉄遺跡（高島市マキノ町牧野）:昭和42年（1967年）に発掘調査が実施された遺跡である。

#### 男大迹王が勢力を置いた近江北部から北西部にかけての渡来系が居住した遺跡
南市東遺跡（高島市安曇川町西万木）
下五反田遺跡（高島市安曇川町田中）
天神畑・上御殿遺跡（高島市安曇川町三尾里）

### 摂津三島古墳群
摂津三島（大阪府三島郡）の最古の古墳は「青龍三年」鏡の出土した３世紀の安満宮山古墳である。続いて３世紀後半～５世紀の弁天山古墳群が三島地域の首長系譜と捉えられている。この弁天古墳群が時代を経るにつれてだんだん小さくなりやがて途絶えた後に突如出現する大型古墳が太田茶臼山古墳（宮内庁比定継体天皇陵）と今城塚古墳（歴史学考古学で継体天皇陵で間違いないと確定）で、この二大古墳に関してはそのよく似た出現の仕方から本来、三島を本貫としてこなかった中央勢力の墓と推定される。今城塚古墳については多くの学者が継体天皇陵で間違いないと発言している。太田茶臼山古墳については継体天皇の曾祖父オホホド王が推定されている。
太田茶臼山古墳、今城塚古墳、倭彦王の墓と推定される千歳車塚古墳、宇治二子塚古墳、真の手白香皇女の墓といわれる西山塚古墳はともに新池埴輪窯から埴輪を供給されていることが判明しており、やはりこの地が継体天皇の勢力範囲であった可能性を物語っている。摂津三島に5世紀半ばごろと６世紀前半に二基の巨大前方後円墳が所在することはこの地が有力な「王族」の本拠地であったことを示し、継体一族の本拠が三島であったことを示している。

### 今城塚古墳

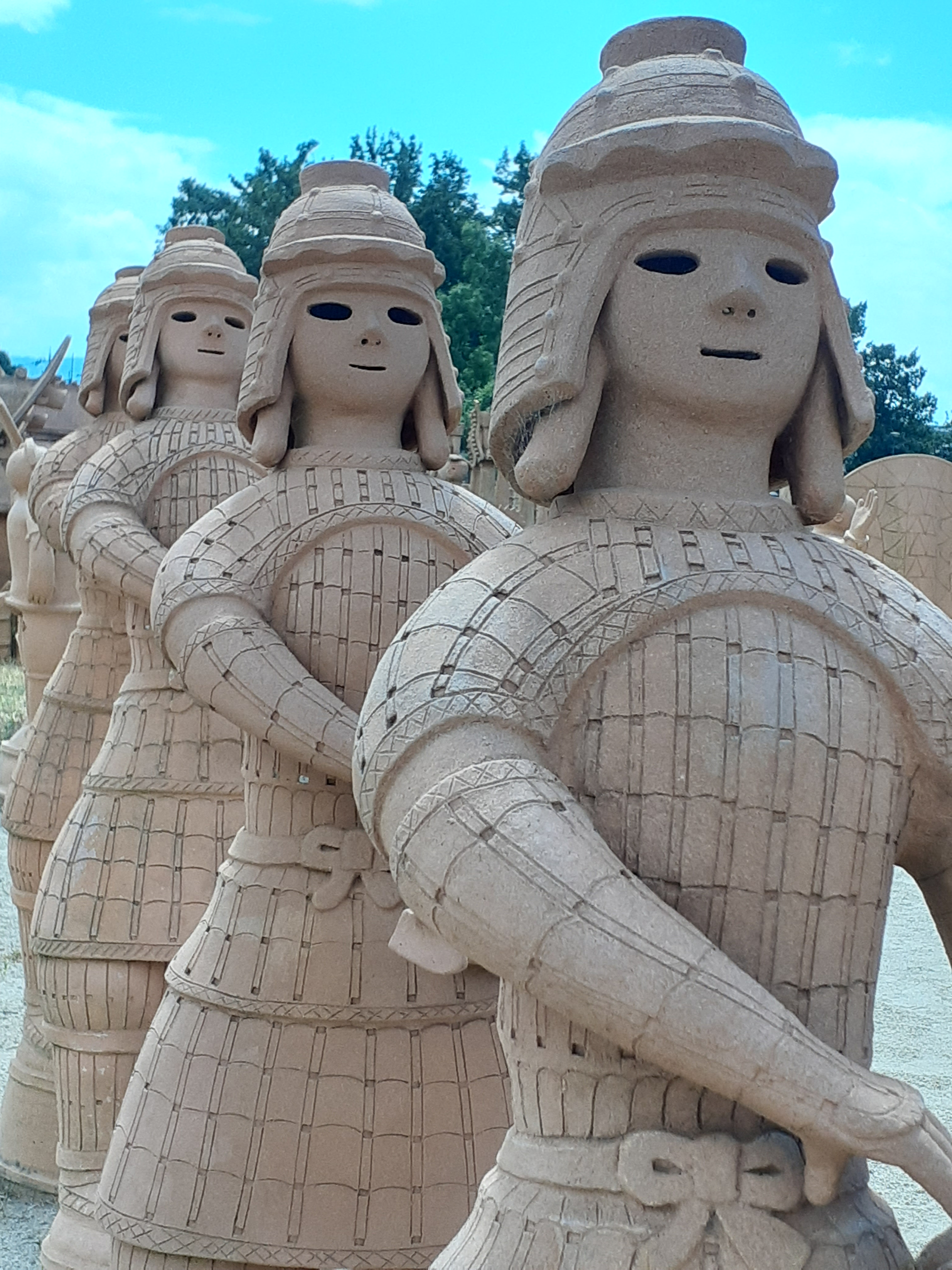
今城塚古墳兵士埴輪群

今城古墳は６世紀前葉頃では最大の古墳でその内容は大王墳として間違いなく、その外形は中期の大王墳そのものであり、被葬者は「記紀」にでてくる継体大王の可能性がきわめて高い。
また今城塚古墳には竜山石製、二上山石製、阿蘇ピンク石製の家形石棺が納められており、中期の王権では最高位の棺であった長持形石棺が竜山石製であり、石棺は運ぶ段階で多くの人の目にさらされ被葬者の政治的社会的位置を示す重要なものであることからも被葬者が中期の大王位の正当な継承者であることを示しているという。

### 近江高島郡、鴨稲荷山古墳
継体天皇の父親、彦主人王が拠点としたとされる「三尾の別業」が近江高島郡の三尾地域である。鴨稲荷山古墳は1902年（明治35年）に発見され、金製飾付耳飾りや金銅製双凰環頭大刀柄頭、金銅製広帯二山式冠、金銅製飾履が出土、石棺は奈良県、大阪府にまたがる二上山産と判明し石棺内部は朱で塗られており、斑鳩の藤ノ木古墳のようであったろうと言われている。発掘当時から彦主人王の墓ではないかと言われていたが、宮内省が慌てて田中王塚のほうを彦主人王の陵墓に比定したという。
西谷正は、継体天皇は摂津三島にゆかりのある人物と考え、他の4世紀以降の首長墓も継体天皇の先祖ではないかと推測し、継体天皇の父の彦主人王のみが「三尾の別業」である近江の三尾に居ついてしまいその地に葬られ、その王墓が鴨稲荷山古墳であるとの説を唱えた。鴨稲荷山古墳は6世紀前半のため彦人主王より時期が下ると思われるが、森浩一は早良親王の例を挙げて、継体が大王になった後に父の墓も作り直したという可能性も説いている。
高島歴史民俗資料館も三尾氏の墓としており従来は三尾氏の首長とする説が多かったが、豪華すぎる副葬品や二上山白石の家型石棺、畿内型円筒埴輪の導入から「畿内王権とより直接的な関係にあった」人物が想定されるようになり、継体天皇の皇子が被葬者であるという可能性も提言されている 。

### 越前三国
継体天皇の母、振姫の出身地である越前の三国には福井平野に8基の大首長墓が見られる松岡に4基、丸岡に2基の大型前方後円墳がある。継体天皇出現前夜に位置する5世紀後半の二本松山古墳は石棺から金メッキと銀メッキの二つの冠が出土し、「上宮記」にある振姫の系統の三国命の系譜にある首長の墓ではないかと推測されている。

## 隅田八幡神社人物画像鏡
隅田八幡神社所蔵国宝「人物画像鏡」の銘文に『癸未年八月日十大王年男弟王在意柴沙加宮時斯麻念長寿遣開中費直穢人今州利二人等取白上同二百旱作此竟』「癸未の年八月十日、男弟王が意柴沙加の宮にいます時、斯麻が長寿を念じて河内直、穢人今州利の二人らを遣わして白上銅二百旱を取ってこの鏡を作る」とある（判読・解釈には諸説あり）。
隅田八幡神社は859年の設立であるが、人物画像鏡の出土場所、出土年代は明らかにされておらず、「癸未」については443年説と503年説など論争がある。
八幡人物画像鏡の銘文である「男弟」の読みは厳密には「ヲオト」であり、継体の「ヲホド」とは微妙に異なり（詳細はハ行転呼音、唇音退化を参照）、「男弟王」を継体に当てるには、音韻上で少々難はあるが、朝鮮語には有声音がなく、有声音のドをトと読んでいた可能性もあると林達夫は主張した。
継体天皇と百済の武寧王は密接な同盟関係にありそれを示唆する同時代の資料がこの隅田八幡宮人物画像鏡だとも言われる。
「癸未」を503年、「男弟王」を（おおと）＝男大迹王つまり継体天皇と解釈すると、継体は癸未＝武烈天皇5年8月10日（503年9月18日）の時点では、大和の意柴沙加宮＝忍坂宮にいたとする仮説が成り立つ。この説が正しければ、継体が畿内勢力の抵抗に遭って長期に渡って奈良盆地へ入れなかったとする説が崩れる。503年説が正しければ、鏡を作らせて長寿を祈った「斯麻」は、当時倭国と同盟関係にあった百済の武寧王（別名斯麻王）であろう。（「斯麻」は書紀本文、「百済新撰」さらに武寧王本人の墓誌からも武寧王のことである可能性が極めて高い）。この場合、継体がすでに仁賢天皇在位中の503年に大和の忍坂に本拠をかまえ、大王の後継者として対百済外交を担当していたことになる。この場合「記紀」に記された継体の即位事情はドラマティックに潤色された物語譚と言えよう。
近年では複数の学者が、文献史学、考古学ともに503年説が有力であるとしている 。

## 伝承地
継体天皇出生地である近江国高島郡三尾（現在の滋賀県高島市）の三尾別業（みおのなりどころ）は、父の彦主人王の拠点の一つとされる。
この「三尾」の地については、水尾神社や「三尾里」や「三尾山」の地名が残っていることから、高島市の安曇川以南域一帯を指す地名とされる。現在、同地には継体天皇出生に関する数々の伝承地が残っている。
- 水尾神社（北緯35度18分23.67秒 東経135度59分18.13秒 / 北緯35.3065750度 東経135.9883694度） - 式内名神大社。祭神は磐衝別命（三尾氏祖）と振媛。
- 三重生神社（北緯35度20分38.59秒 東経136度0分33.14秒 / 北緯35.3440528度 東経136.0092056度） - 式内社。祭神は彦主人王と振媛。継体含む3子出産の伝承地。
- 安産もたれ石（北緯35度20分18.84秒 東経136度0分29.06秒 / 北緯35.3385667度 東経136.0080722度） - 継体天皇出産伝承地。
- 継体天皇胞衣塚(えなづか)(北緯35度19分19.58秒 東経136度0分57.23秒 / 北緯35.3221056度 東経136.0158972度） - 継体天皇の胎盤の埋納伝承地。6世紀の築造とされる直径約11.5mの円墳で高島市指定史跡。
- 安曇陵墓参考地(北緯35度20分24.57秒 東経136度0分24.07秒 / 北緯35.3401583度 東経136.0066861度） - 宮内庁により父親の彦主人王が被葬者に想定されている。
- 稲荷山古墳 (高島市)(北緯35度19分1.56秒 東経136度0分51.4秒 / 北緯35.3171000度 東経136.014278度) -鴨稲荷山古墳とも。 三尾君首長か?。継体天皇の皇子が被葬者に想定されている。金銅製の冠と沓'''が出土、石棺は'''二上山産の石'''を使用しており、この時代の三尾の地域が中央政権と特殊な繋がりをもっていたことを証明する遺跡である[81]。

鴨稲荷山古墳の増築時期は6世紀前半であり、継体の天皇即位後の為、石棺は二上山産の石を用いたり、出土品が豪華なのは当然と言える。

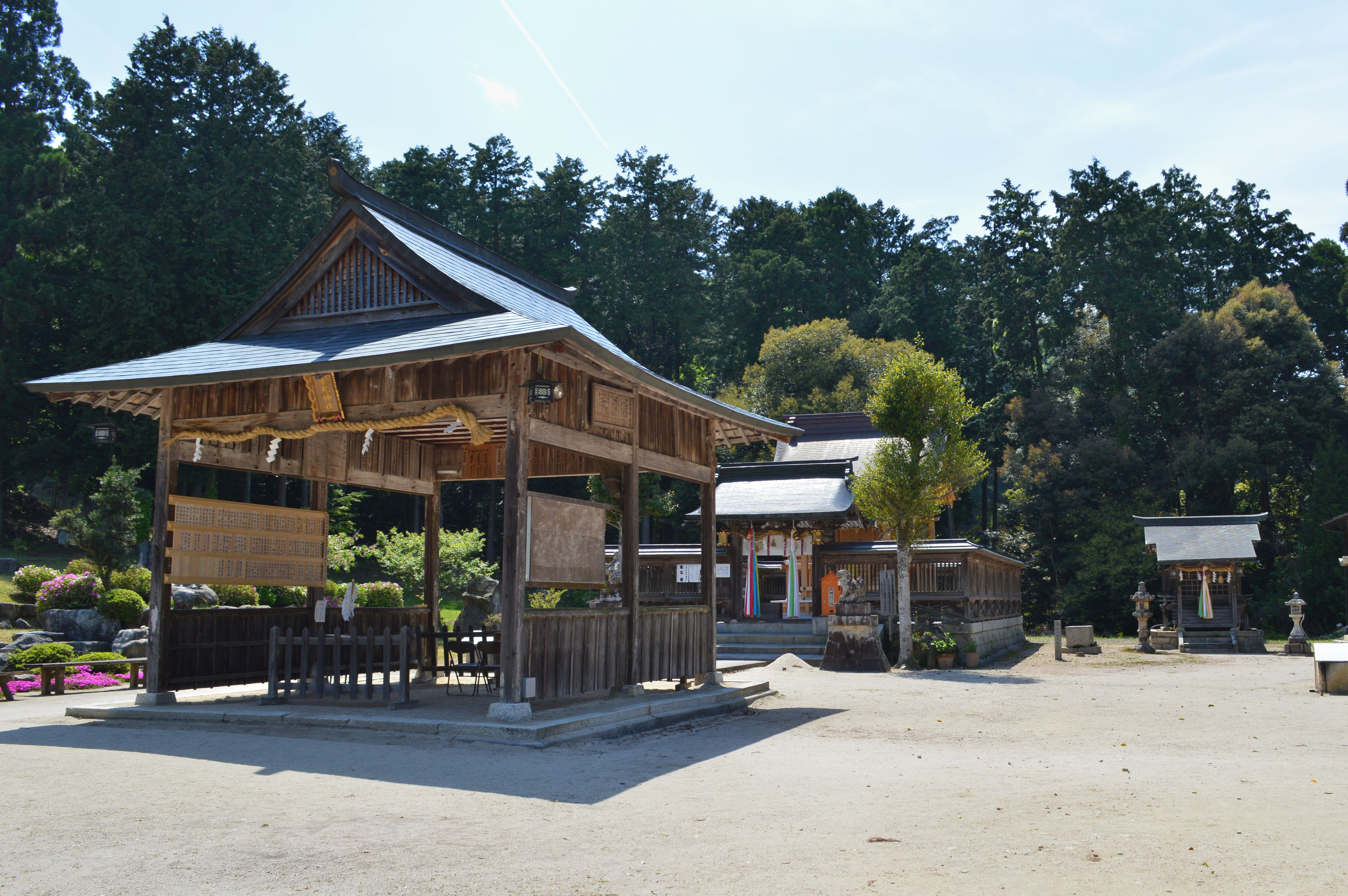
水尾神社(滋賀県高島市)
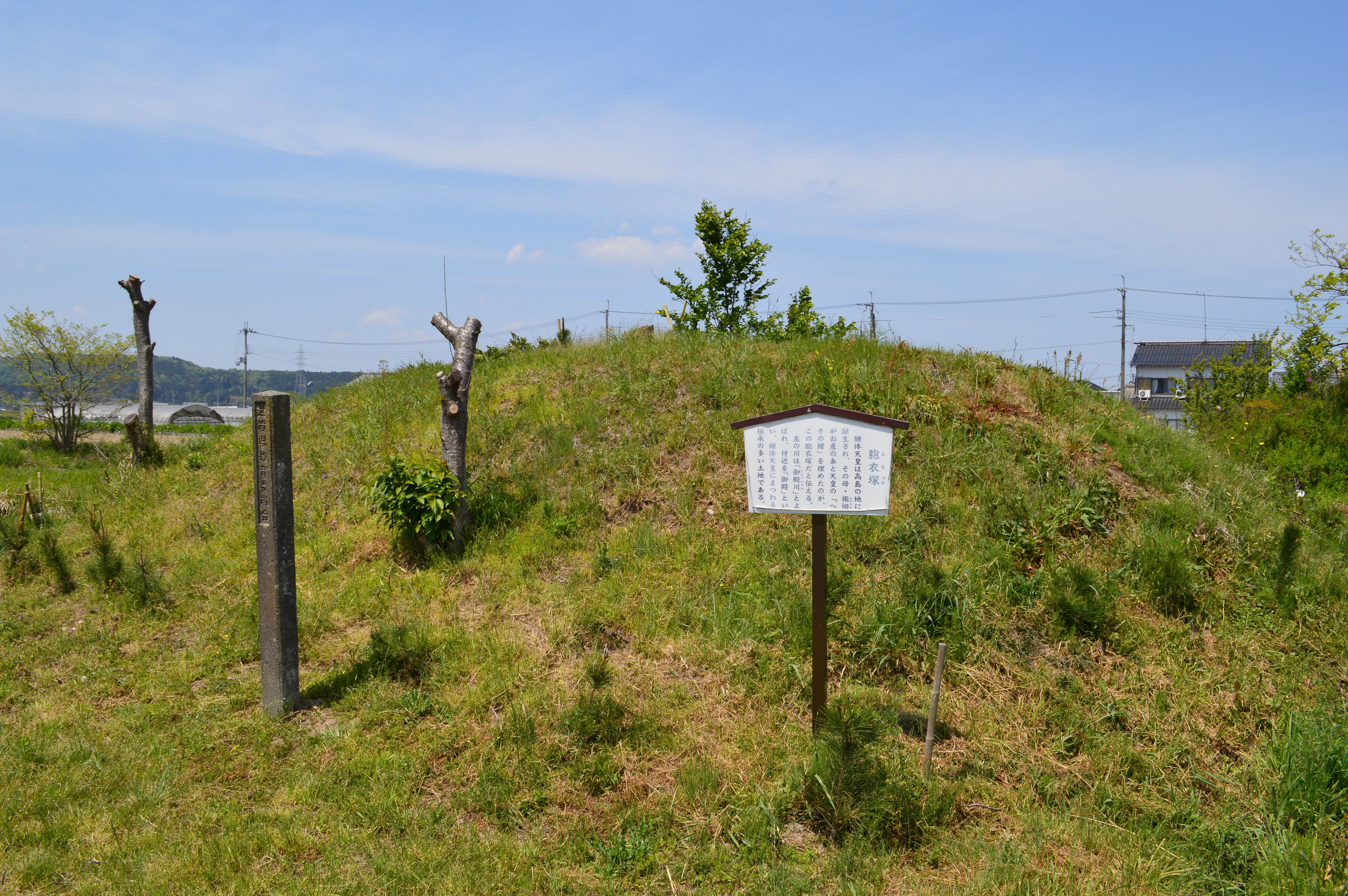
胞衣塚(滋賀県高島市)
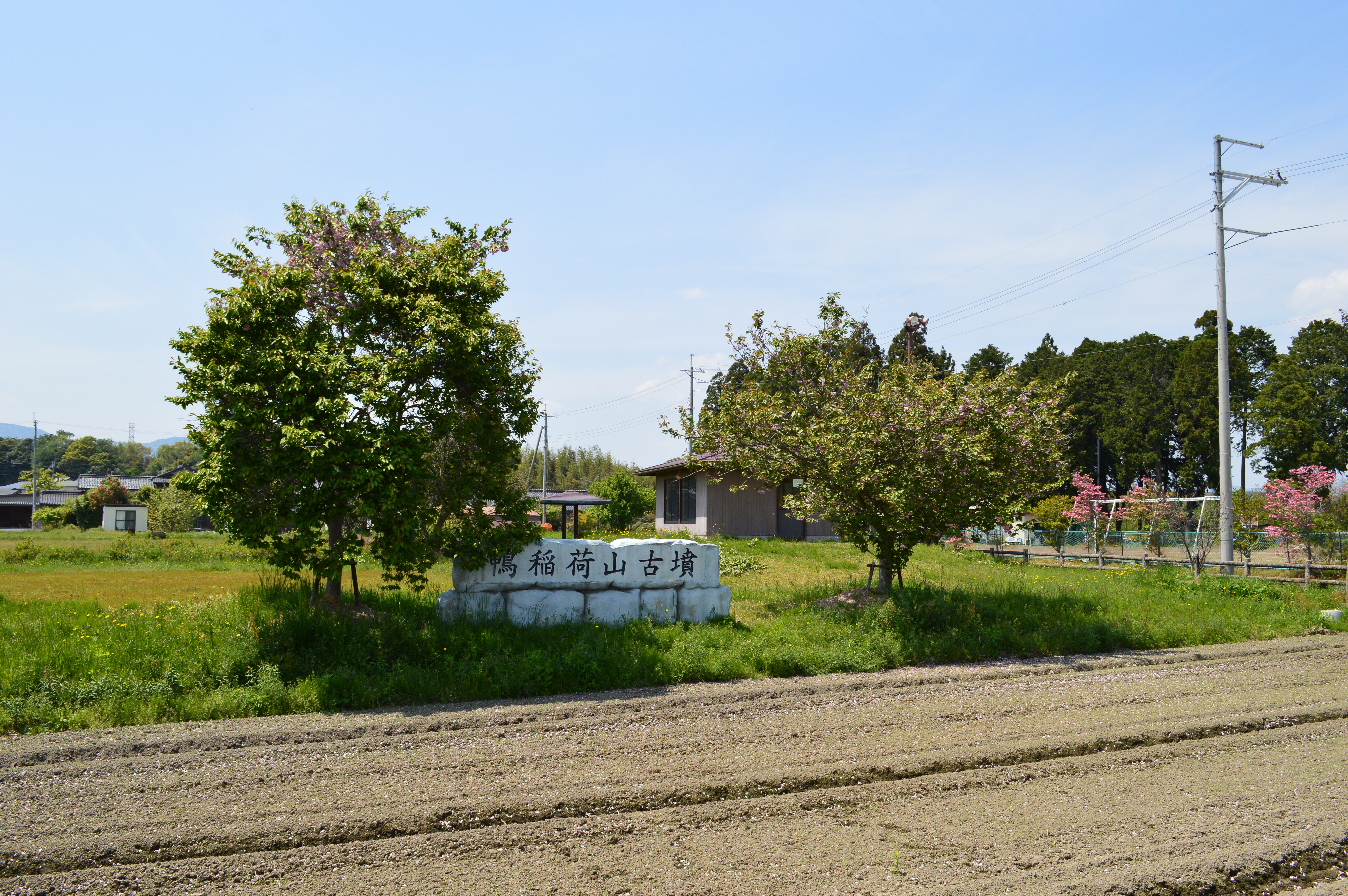
稲荷山古墳(滋賀県高島市)
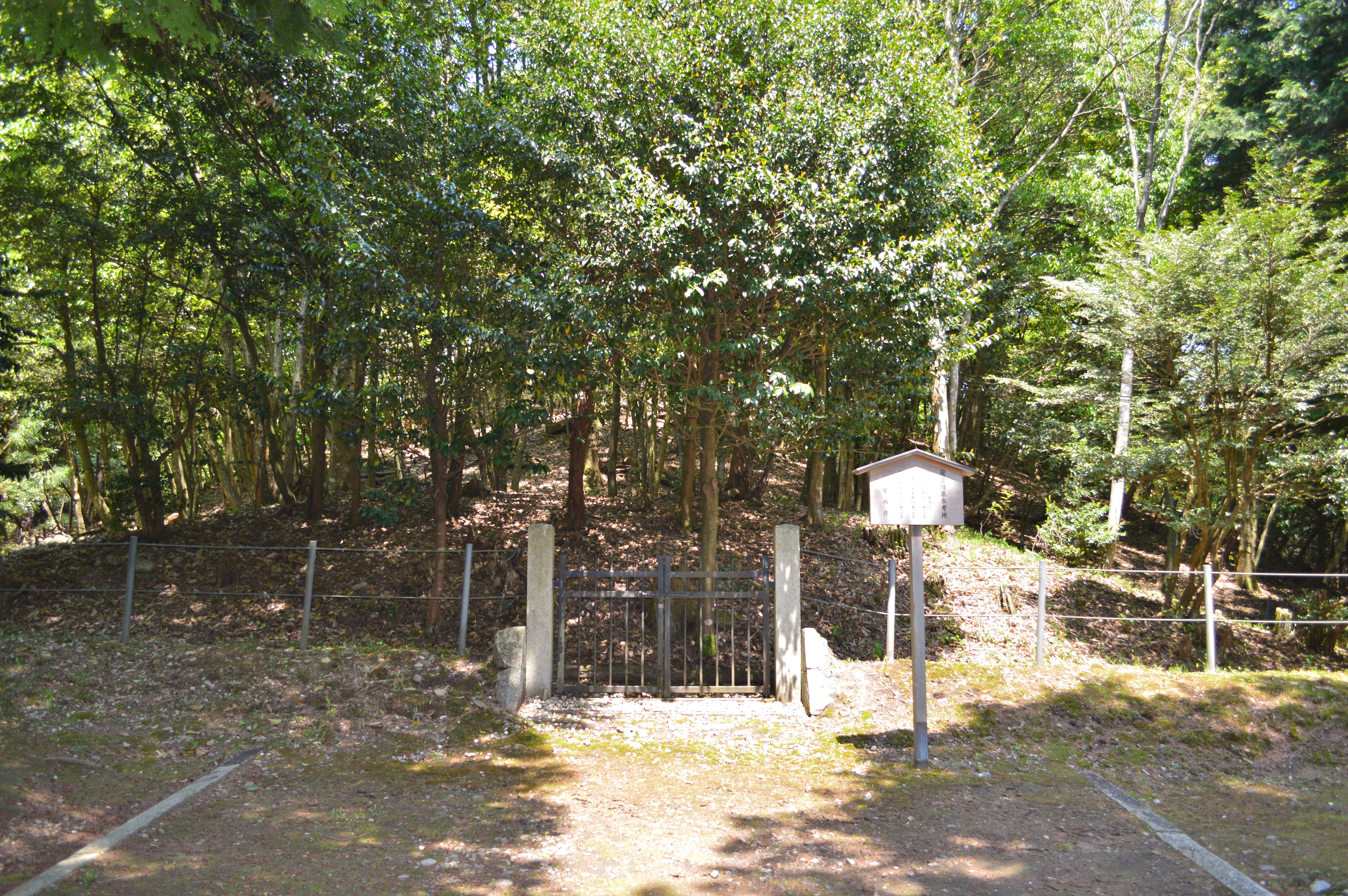
安曇陵墓参考地（滋賀県高島市）

継体天皇ゆかりの地である越前はかつて湿原が広がり農耕や居住に適さない土地であった。男大迹王（おおとのみこ、のちの継体天皇）はこの地を治めると、まず足羽山に社殿を建て大宮地之霊（おおみやどころのみたま）を祀りこの地の守護神とした。これが現在の足羽神社である。
次に地形を調査のうえ、大規模な治水を行い九頭竜川・足羽川・日野川の三大河川を造ることで湿原の干拓に成功した。このため越前平野は実り豊かな土地となり人々が定住できるようになった。続いて港を開き水運を発展させ稲作、養蚕、採石、製紙など様々な産業を発達させた。
天皇即位のため越前を離れることになると、この地を案じて自らの御生霊を足羽神社に鎮めて御子の馬来田皇女（うまくだのひめみこ）を斎主としてあとを託したという。このような伝承から越前開闢の御祖神とされている。

### 継体天皇の皇子・孫と椿井文書
京田辺市飯岡には、「十塚七井戸」といわれるほど多くの古墳があり、これらの多くは継体天皇の子や孫の古墳であるとする江戸時代の絵図が存在する。しかし、これらは椿井政隆が作成した偽文書・「椿井文書」を由来とする偽りの伝承であるとする説が有力である。

### 継体は、近江と越前のどちらから来たのか？
水谷千秋は、「帝紀」に基づくと考えられる『古事記』の記事を見ると、そこには、はっきりと「近淡海国（近江国）より上りまさしめて」と書いてある。
一方、『日本書紀』には、 継体の父である彦主人王は近江国にいて、そこで越前にいた振媛を呼び寄せて結婚した。彦主人王が早く亡くなったので振媛は幼い継体を連れて実家のある越前に帰った。これ以降、ずっと継体は五十七歳になるまで越前で暮らしていたというふうに書いてある。「上宮記一云」も同じような記事になっている。話をまとめると、『古事記』は「近江」としか書いていない。「上宮記一云」 と『日本書紀』の記事は、父方は近江、母方は越前というふうにも解釈できる。 福井市に足羽山公園という公園があり、その中に継体天皇の石像が建っているが、これは明治時代にできたもので歴史学的な根拠はない。
越前よりは近江の方が、有力である理由は、「上宮記一云」には越前に帰ったと書いてあるが、
「上宮記一云」という史料は、越前の余奴臣、すなわち江沼臣が作成に関与した部分が多いのではないか？ と疑われる。
継体が幼い頃に越前に行ったいうこの所伝も、余奴臣の伝承したものである可能性が高い。
そうなると、『古事記』には、はっきりと近江と書いていて、越前とは全く書いていない。この記述を重視すべきで近江から来たと考えるべき。としている。

## 皇居
※『日本書紀』に拠る。
- 507年2月?、樟葉宮（くすはのみや、大阪府枚方市）で即位。
- 511年10月?、筒城宮（つつきのみや、現在の京都府京田辺市か）に遷す。
- 518年3月?、弟国宮（おとくにのみや、現在の京都府長岡京市今里付近か）に遷す。本居宣長「古事記伝」に「井乃内村、今里村の辺なり」とあるが，本来古事記には弟国宮は出てこない。また初の幕撰地誌「日本輿地通志 畿内部 山城國」の「弟國故都」項に「弟國故都運亘上羽井内及上上野等有地名西京白井村有地名御垣本  継体天皇 十二年三月遷都弟國」とある。白井村は明治の合併で向日市森本町に編入された。
- 526年9月?、磐余玉穂宮（いわれのたまほのみや、現在の奈良県桜井市池之内か）に遷す。

上叙の遷都は政治上の重大な変革があったためとする説もある。が、憶測の域を出ない。ただし、この記録が事実とすると、継体が大和にいたのは晩年の5年のみである。
枚方市の交野天神社には、当地が樟葉宮の跡地であるとする石碑が存在するが、『五畿内志』、『河内名所図会』、『淀川両岸一覧』などには交野天神社を樟葉宮の跡地であるとする伝承・文書は記録されていないため、馬部隆弘は「明治7年に片埜神社が交野天神社から由緒を奪って堺県へ報告し、それに負けない由緒が交野天神社に必要になったため、明治20年に至ってから継体天皇との関係を主張し出した伝承である」と指摘している。

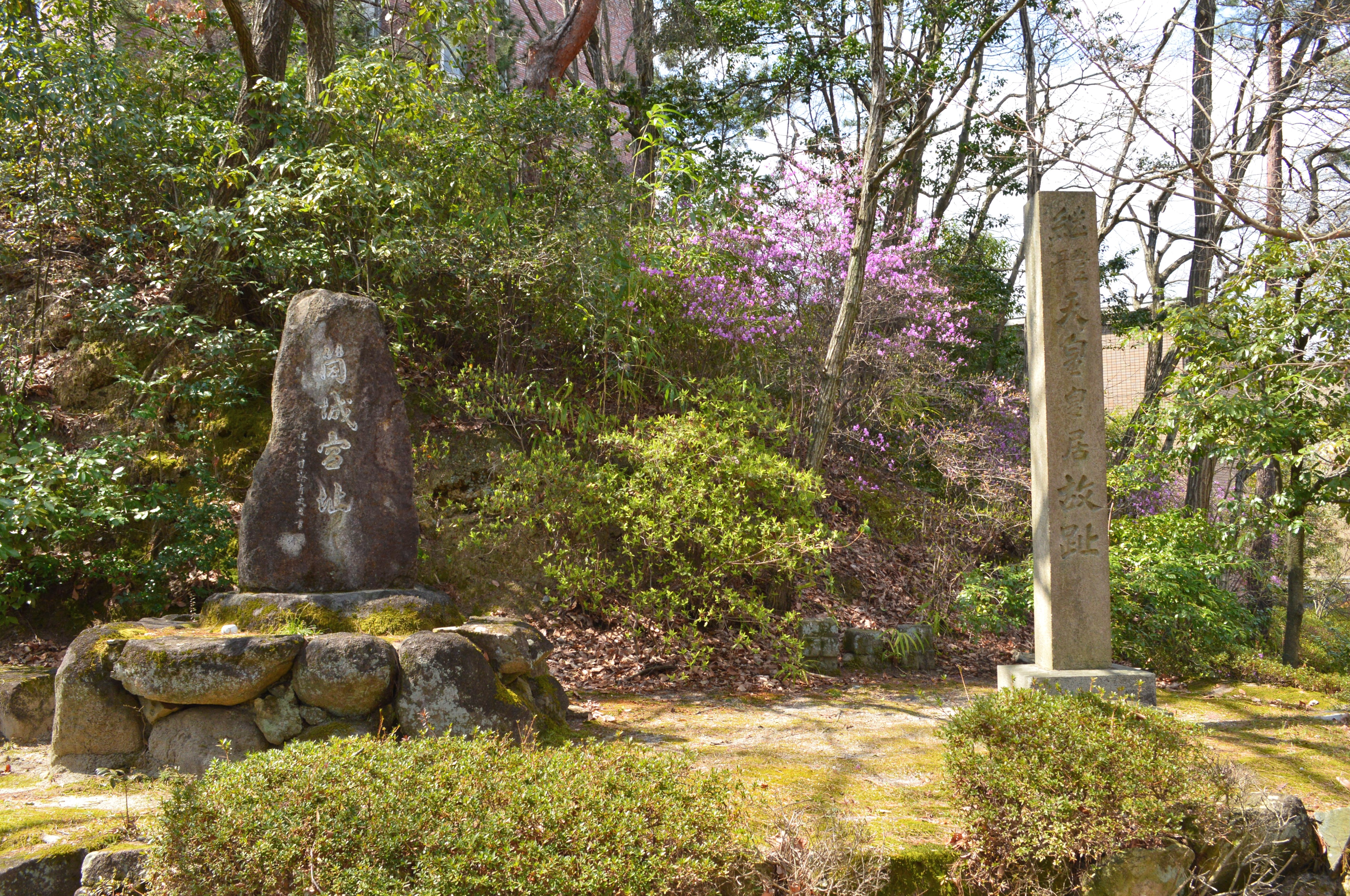
筒城宮伝承地碑（京都府京田辺市）

## 陵・霊廟

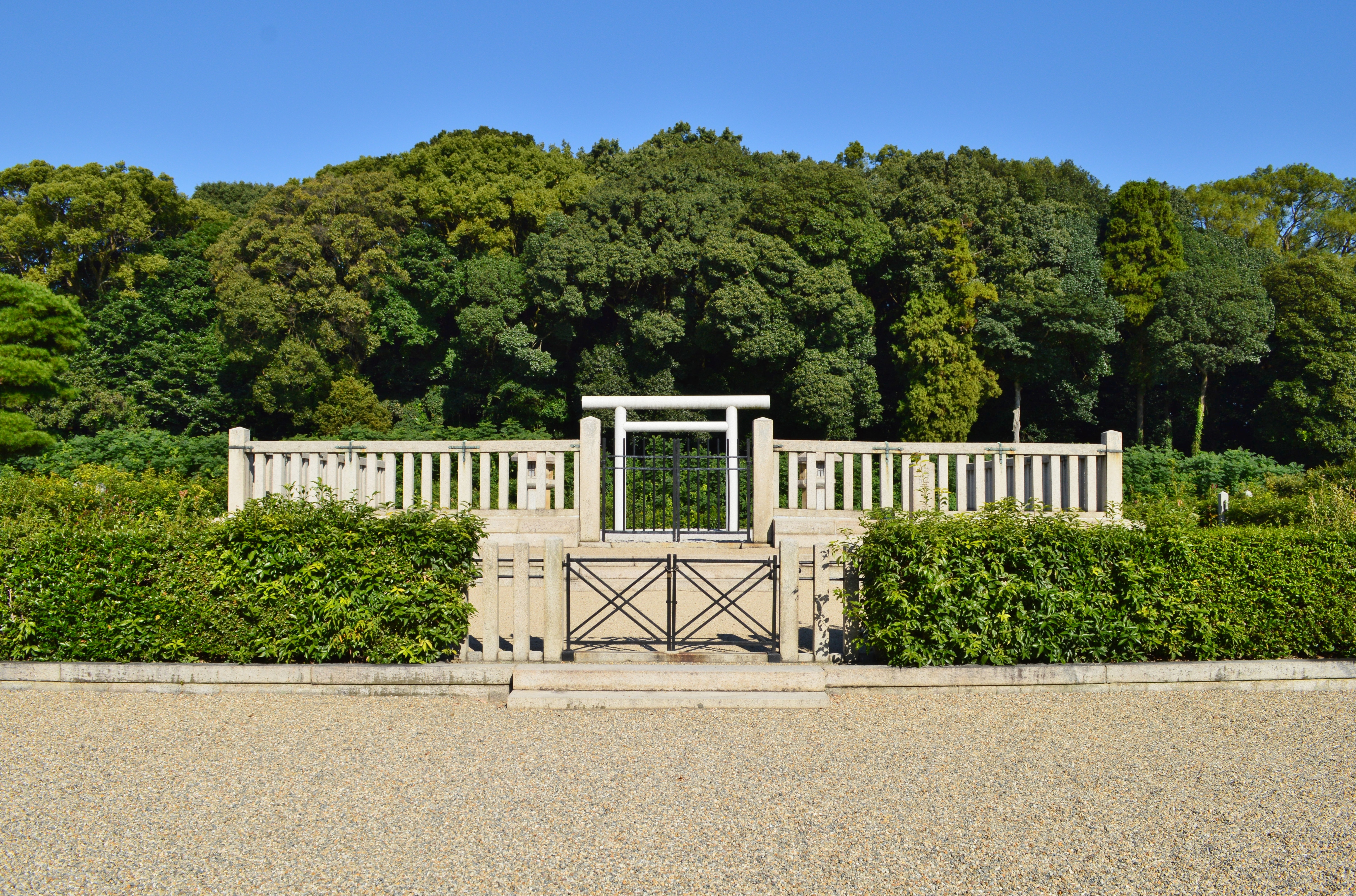
継体天皇 三嶋藍野陵
（大阪府茨木市）

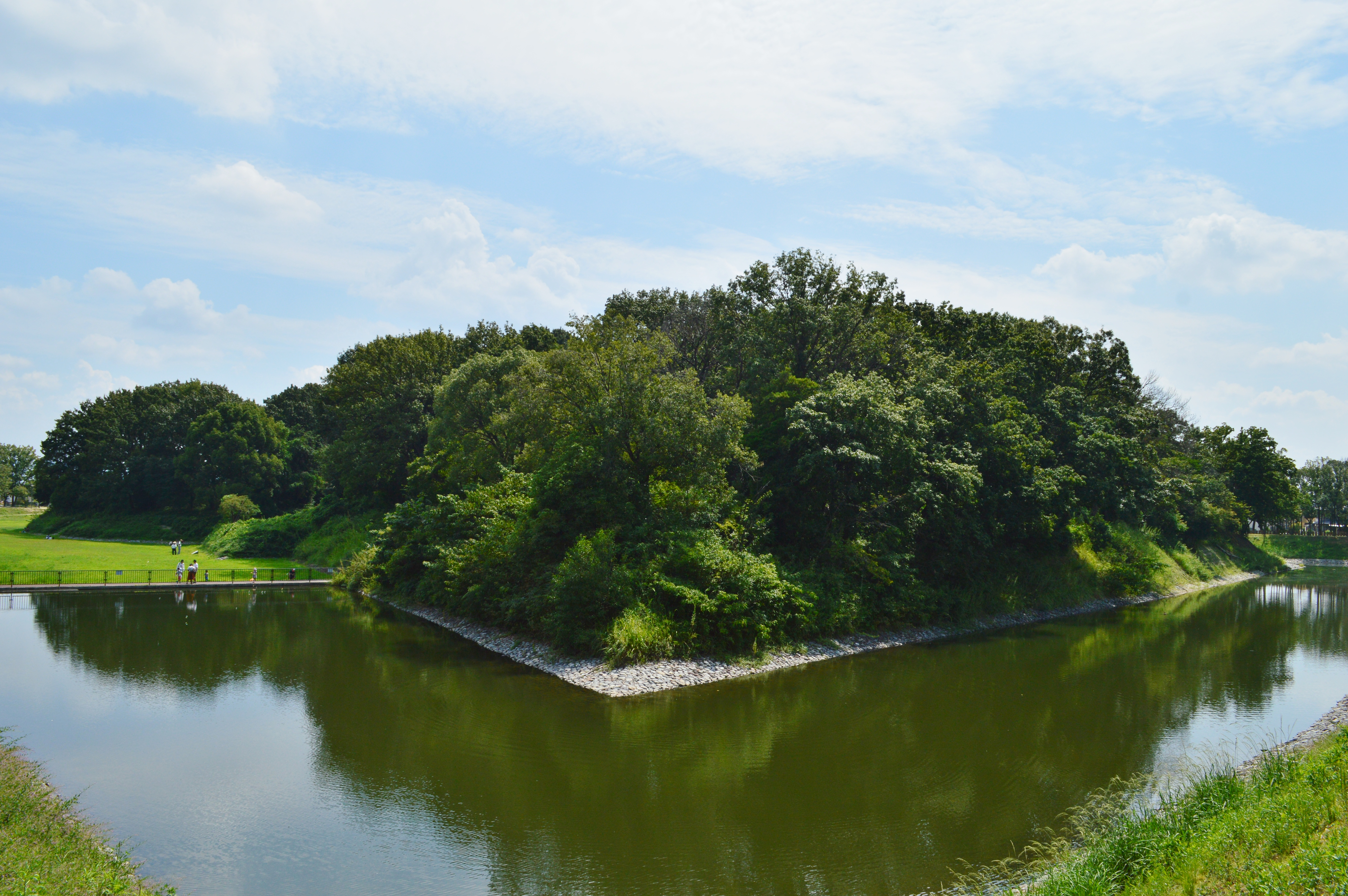
今城塚古墳（大阪府高槻市）

天皇陵は、宮内庁のウェブサイトでは、三嶋藍野陵（）（大阪府茨木市太田3丁目）となっている。陵形は前方後円。遺跡名は「太田茶臼山古墳」で、墳丘長227メートルの前方後円墳である。しかし、本古墳の築造時期は5世紀の中頃とみられている。
一方、大阪府高槻市郡家新町の今城塚古墳（前方後円墳、墳丘長190m）は淀川流域最大の前方後円墳で、6世紀前半の最大規模の古墳と考えられることから、歴史学界、考古学会とも同古墳を真の継体天皇陵とするのが定説となっている。この古墳は被葬者の生前から造られ始めた寿陵であると考えられている。この古墳は宮内庁による治定の変更が行われていないために立ち入りが認められ、1997年からは発掘調査も行われ前例のない数の埴輪や王家と関係あると思われる石棺破片などが発掘されている。2011年4月1日には高槻市教育委員会にて史跡公園として整備され、埴輪祭祀場等には埴輪がレプリカで復元された。隣接する今城塚古代歴史館では、日本最大級の家型埴輪等が復元展示されている。

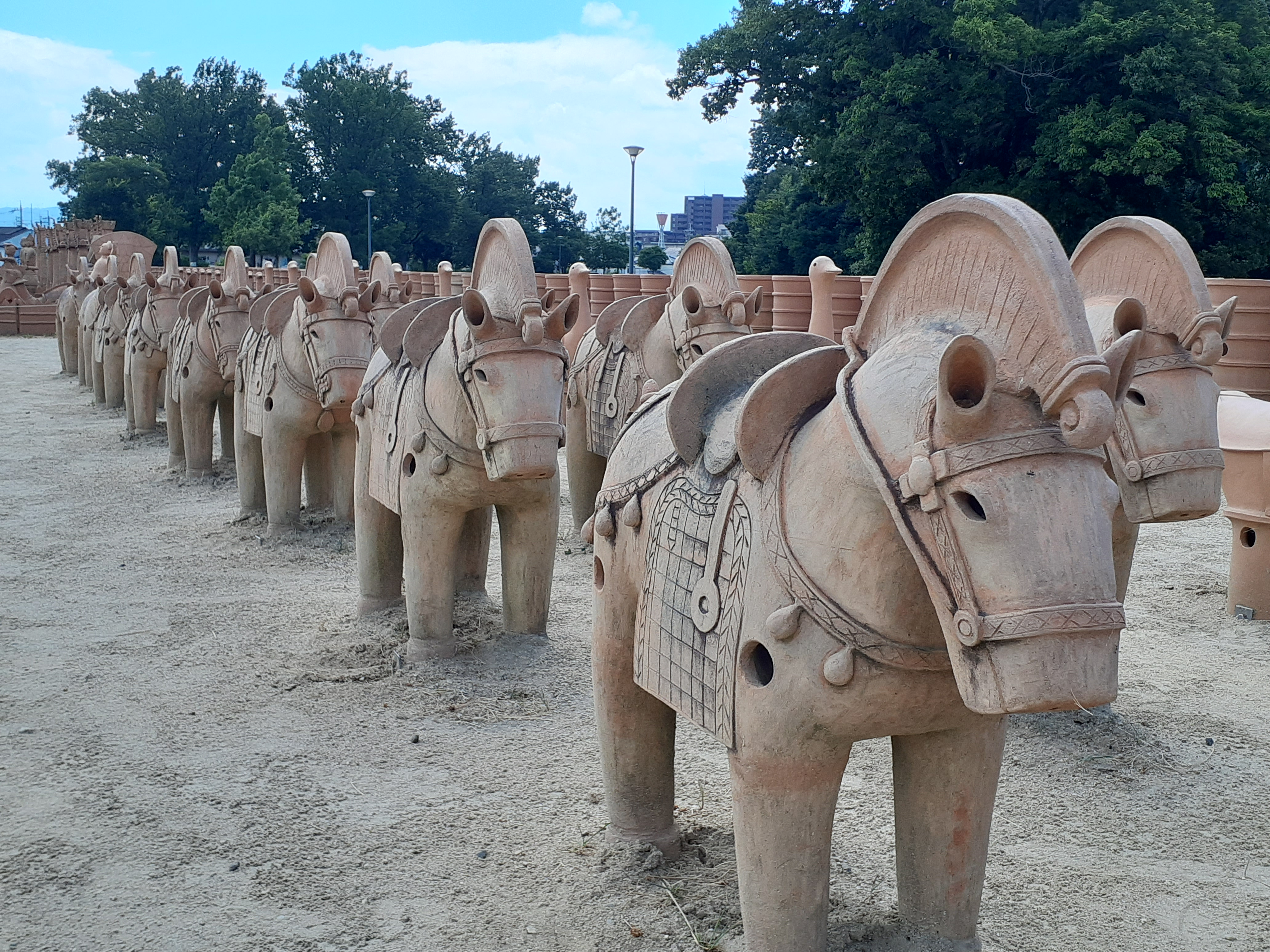
今城塚古墳の軍馬埴輪群

同古墳ではこれまで家型石棺の破片と見られる石片が三種類確認されている。その内訳は、熊本県宇土市近辺の阿蘇溶結凝灰岩のピンク石、奈良県と大阪府の境に位置する二上山の溶結凝灰岩の白石、兵庫県高砂市の竜山石で、少なくとも三基の石棺が安置されていたことが推測できる。このうち、竜山石は大王家の棺材として多く用いられたものである。これらの石棺は、16世紀末の伏見大地震により破壊されたと見られる。2016年には、過去に付近で石橋に使われていた石材が今城塚古墳の石棺の一部であった可能性が発表された。

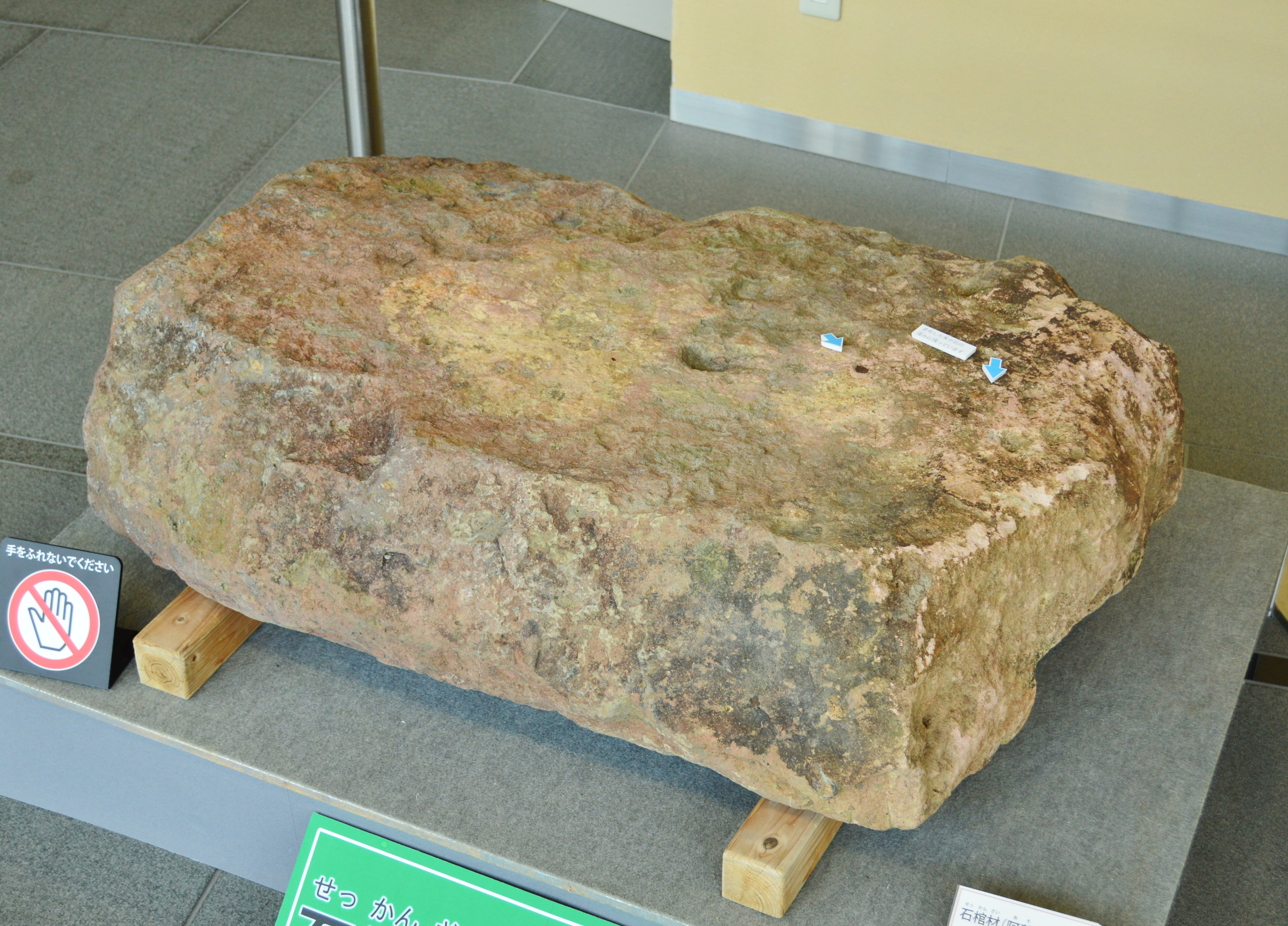
推定石棺片

また、皇居の皇霊殿（宮中三殿の1つ）において他の歴代天皇・皇族とともに御霊が祀られている。

## 日本書紀と古事記における継体天皇の記事の相違

### 記事の共通点
共通点はおおよそ次の通りである。
- 武烈天皇が崩御し、天皇の跡継ぎが居なくなった。

- 継体天皇は、遠くの地方（畿外の北東部）からやってきた。

- 継体天皇は、遠い傍系の血筋である（応神の五世孫）。

- 応神天皇から継体天皇までの系譜は不明である[注 15]。

- 手白香皇女と婚姻関係を結んだ[注 16]。

### 記事の相違点
武烈天皇について
『日本書紀』では武烈は悪行が数多く詳細に記され、暴君として書かれ、継体は立派な名君として書かれている。
『古事記』では武烈の悪行の記事は無く、武烈が行政を行なった記事なども無い。
系図について
『日本書紀』には継体の詳しい系図は記されていないものの、黛弘道が指摘しているように、『日本書紀』には天皇の系図一巻が添えられていたため、編纂者が天皇の系図を知らなかったということはあり得ない。
『古事記』には継体の系図は記されていないため、編纂者が継体の系図を認知していたかは不明である。
出身地について
『日本書紀』では生誕地は近江だが、幼い頃に父親の彦主人王が亡くなったので、母親の振媛の実家である越前で育ち、所在も越前である。
『古事記』では生誕地、所在は近江である（越前は出てこない）。
後継候補者について
『日本書紀』では継体天皇よりも有力な候補者、第14代仲哀天皇の五世孫、倭彦王が登場するが、迎えに来た軍隊を見て、逃げ出して行方不明になる。
『古事記』では倭彦王自体の記事も、他の候補者の記事も無い。
天皇即位について
『日本書紀』では、最初は天皇の即位を拒否し、諸豪族や河内馬飼首荒籠が何度も説得し、止む無く即位に応じている。
『古事記』では、即位を拒否した記事も河内馬飼首荒籠の記事も無い。
宮の位置
『日本書紀』では樟葉宮、筒城宮、弟国宮、磐余玉穂宮の4箇所が記されている。
『古事記』では磐余玉穂宮で天下を治めたという記事のみ。
磐井の乱について
『日本書紀』では、新羅が筑紫の磐井に賄賂を贈り、大和朝廷に反旗を翻している。
『古事記』では、磐井が天皇の命に従わないので殺した。
誕生年、崩年、崩年齢の違い
『日本書紀』では、生年は450年、崩年は531年、宝算は82歳とされる。
『古事記』では、生年は485年、崩年は527年、宝算は43歳とされる。

### 仁徳系統断絶について
『日本書紀』、『古事記』、共に仁徳系統の断絶を強調している。本当に仁徳系統の男子が絶滅したのであれば、応神系統の男大迹王の即位は、血統の上からも正当化される。しかし、仁徳天皇には五人の男子（履中天皇、住吉仲皇子、反正天皇、允恭天皇、大草香皇子）がいたと『記紀』には記されている。仁徳から武烈まで世代でいうと、四世代にもなる。
事実『記紀』の記事を読むと、継体朝以後も生存していた可能性のある仁徳系統の橘王が見える。
この記事によると、仁賢天皇、顕宗天皇の弟に橘王という男王が居たことがわかる。
武烈天皇の叔父に当たる人物で、男大迹王よりも、血統的には正当な後継者である。
しかし、橘王や男大迹王よりも、さらに正当な皇位継承者が居る。
『古事記』「仁賢記」に仁賢の子で「武烈天皇の弟」としてみえる真若王である。
『日本書紀』「仁賢紀」には真若王の名は見えないが、これに相当する名として仁賢の皇女に真稚皇女として「女性」としている。この人物に関して『記紀』の間に所伝の食い違いが認められる。これに関して、水谷千秋は、「仁賢紀」は仁徳系統男子の断絶を強調するために、意図的に皇女に改竄した可能性もあるとしている。これらの人物は、実在すれば5世紀末から6世紀初頭に在世年代を比定しうる武烈の崩後も生存していた可能性がある仁徳系統の男王である。
また、同じく水谷は、彼らは武烈の崩後も生存していた可能性は十分あり、また、こうした所伝の存する事自体が、武烈の死によって仁徳系王統の男子が絶滅した所伝に疑いを抱かしめるものである。仁徳断絶説話は、応神後裔の継体の即位を正当化するための造作でないか、と疑っている。

## 神武天皇のモデル説
直木孝次郎は、記紀の神武東征神話は、史実としての継体天皇の大和入りをモデルとして形成されたものあると指摘している。
奈良の県民だよりにおいて、神武天皇と応神天皇の大和入りの物語は、史実としての継体天皇の大和入をモデルとして形成されたものと考えられる。と説明している。

## 近江国高島郡三尾について
古代において、高島郡三尾（『上宮記』における「弥乎国（みおのくに）」）を冠するものに、古代北陸道にあった三尾駅・三尾郷・三尾城・三尾崎・三尾神・三尾川・三尾山等が知られている。
『万葉集』に「大御船　泊ててさもらふ　高島の　三尾の勝野の　渚し思ほゆ」とあり、ここから高島のうちに三尾があり、三尾のうちに勝野があるということがわかる。
『日本書紀』の壬申の乱（672年）の記載には「三尾城」の名がみえ、『続日本紀』の恵美押勝の乱（藤原仲麻呂）(764年)の際には「高島郡三尾埼」、平安時代の長徳2年(996年)、越前へ向かう父藤原為時に同行した紫式部が高島を通った時に詠んだ歌で「三尾の海に　網引く民の　てまもなく　立居につけて　都恋しも」とあり、これらの三尾とは、白鬚神社が鎮座する明神崎付近と考えられている。
『続日本紀』延暦3年（784年）8月条に「近江国高島郡三尾神」を従五位下に叙したという記事があり、この「三尾神」は『延喜式』の「水尾神社」とみられ、名神祭や月次祭、新嘗祭に預かる神社であるが、現在の高島市拝戸の水尾神社に比定されている。
弘安3年（1280年）の『比良荘絵図』には、「三尾川」が描かれており、「三尾川」とは安曇川の南部を流れる「鴨川」に比定されている。
このようなことから三尾の範囲は、北は遺称地名が残る高島市安曇川町三尾里付近から、南は高島市最南部の明神崎付近までの高島市内の安曇川の南部全域を指すと考えられる。
継体天皇の父の汗斯王がいた「弥乎国高島宮」は、近江国高島郡三尾郷に所在していたのが察せられる。
同郷は、式内社とされる水尾神社が鎮座する高島市拝戸付近に比定される。
留意すべきは、拝戸の北東に宮野（滋賀県高島市宮野）という地名が見受けられる点である。
それは、平安時代にまで遡る古い地名であって、「弥乎国高島宮」に由来する可能性は十分に存するのである。
高島市鴨の稲荷山古墳（鴨稲荷山古墳）からは明治時代に金銅製の冠、沓などが発掘されており、また石棺も奈良県二上山産の石を使用するなど6世紀前半のこの地域が中央政権と密接な関係にあったことを示す考古学的資料が出土している。

## 石碑
1847年、飛騨高山の国学者・田中大秀の起案を受けて門弟・橘曙覧、池田武万侶、山口春村、足羽神社神主・馬来田善包らにより継体天皇御世系碑が足羽神社境内に建立されている。この碑文には、大秀の研究による応神天皇から継体天皇までの系図が彫り込まれている。
これには「玉穂宮天皇大御世系」とあり、その下に「品陀和気命（御諡 応人天皇） ─ 若沼毛二俣王 ─ 大郎子（亦名 意本杼王） ─ 宇斐王 ─ 汙斯王（書記云 彦主人王）─ 袁本杼命（書記云 更名 彦太尊 御諡 継体天皇）」と彫り込まれている。
また足羽神社の近くにある足羽山公園には継体天皇を模した巨大な石像が坂井市を見下ろすように建っており、観光スポットとなっている。

## 継体天皇を題材にした作品
- 能『花筐』
- 『北風に起つ 継体戦争と蘇我稲目』 （1988年、中央公論社） 黒岩重吾